# قائمة المرافق الطبية التابعة لشؤون المحاربين القدامى حسب الولاية

## قائمة حسب الولاية

### ألاباما
| خدمة                           | مدينة       | منشأة                                                |
| ------------------------------ | ----------- | ---------------------------------------------------- |
| المركز الطبي للمحاربين القدامى | برمنغهام    | مركز برمنغهام الطبي للمحاربين القدامى                |
| المركز الطبي للمحاربين القدامى | مونتغمري    | مركز ألاباما الطبي للمحاربين القدامى في وسط مونتغمري |
| المركز الطبي للمحاربين القدامى | توسكالوسا   | مركز توسكالوسا الطبي للمحاربين القدامى               |
| المركز الطبي للمحاربين القدامى | توسكيجي     | مركز ألاباما الطبي للمحاربين القدامى في وسط توسكيجي  |
| العيادة الخارجية               | هانتسفيل    | عيادة هانتسفيل الخارجية                              |
| العيادة الخارجية               | مونتغمري    | عيادة مونتغمري للمحاربين القدامى في وسط ألاباما      |
| عيادة خارجية مجتمعية           | بسمر        | عيادة بيسيمر للمحاربين القدامى                       |
| عيادة خارجية مجتمعية           | برمنغهام    | عيادة برمنغهام للمحاربين القدامى                     |
| عيادة خارجية مجتمعية           | برمنغهام    | عيادة برمنغهام الشرقية لشؤون المحاربين القدامى       |
| عيادة خارجية مجتمعية           | تشايلدربورغ | عيادة تشيلدرسبيرغ للمحاربين القدامى                  |
| عيادة خارجية مجتمعية           | دوثان       | عيادة دوثان 1 للمحاربين القدامى                      |
| عيادة خارجية مجتمعية           | حصن نوفوسيل | عيادة وايرجراس للمحاربين القدامى                     |
| عيادة خارجية مجتمعية           | جادسن       | عيادة رينبو سيتي للمحاربين القدامى                   |
| عيادة خارجية مجتمعية           | غونتيرسفيل  | عيادة غونتيرسفيل للمحاربين القدامى                   |
| عيادة خارجية مجتمعية           | يشب         | عيادة جاسبر للمحاربين القدامى                        |
| عيادة خارجية مجتمعية           | ماديسون     | عيادة ديكاتور ماديسون للمحاربين القدامى              |
| عيادة خارجية مجتمعية           | متحرك       | عيادة قدامى المحاربين المتنقلة                       |
| عيادة خارجية مجتمعية           | مونروفيل    | عيادة مقاطعة مونرو للمحاربين القدامى                 |
| عيادة خارجية مجتمعية           | أكسفورد     | عيادة أكسفورد للمحاربين القدامى                      |
| عيادة خارجية مجتمعية           | سلمى        | عيادة سلمى للمحاربين القدامى                         |
| عيادة خارجية مجتمعية           | شيفيلد      | عيادة فلورنسا للمحاربين القدامى                      |

### ألاسكا
| خدمة                           | مدينة                              | منشأة                                                                                             |
| ------------------------------ | ---------------------------------- | ------------------------------------------------------------------------------------------------- |
| المركز الطبي للمحاربين القدامى | مرسى                               | العقيد ماري لويز راسموسون، حرم نظام الرعاية الصحية التابع لوزارة شؤون المحاربين القدامى في ألاسكا |
| عيادة خارجية مجتمعية           | قاعدة إلمندورف-ريتشاردسون المشتركة | عيادة إلمندورف-ريتشاردسون للمحاربين القدامى                                                       |
| عيادة خارجية مجتمعية           | فيربانكس                           | عيادة فيربانكس للمحاربين القدامى                                                                  |
| عيادة خارجية مجتمعية           | هوميروس                            | عيادة هومر للمحاربين القدامى                                                                      |
| عيادة خارجية مجتمعية           | جونو                               | عيادة جونو للمحاربين القدامى                                                                      |
| عيادة خارجية مجتمعية           | واسيلا                             | عيادة مات-سو للمحاربين القدامى                                                                    |
| عيادة خارجية مجتمعية           | سولدوتنا                           | عيادة سولدوتنا للمحاربين القدامى                                                                  |

### ساموا الأمريكية
| خدمة                 | مدينة     | منشأة                                     |
| -------------------- | --------- | ----------------------------------------- |
| عيادة خارجية مجتمعية | باغو باغو | عيادة Faleomavaega Eni Fa'aua'a Hunkin VA |

### أريزونا
| خدمة                           | مدينة              | منشأة                                                                           |
| ------------------------------ | ------------------ | ------------------------------------------------------------------------------- |
| المركز الطبي للمحاربين القدامى | فينيكس             | مركز كارل تي هايدن الطبي لإدارة المحاربين القدامى                               |
| المركز الطبي للمحاربين القدامى | بريسكوت            | مركز بوب ستامب الطبي التابع لإدارة شؤون المحاربين القدامى                       |
| المركز الطبي للمحاربين القدامى | توسان              | مركز توسان الطبي للمحاربين القدامى                                              |
| العيادة الخارجية               | جيلبرت             | عيادة الرعاية الصحية لشؤون المحاربين القدامى في الجنوب الشرقي - جيلبرت، أريزونا |
| عيادة خارجية مجتمعية           | النشيد الوطني      | عيادة أنثيم للمحاربين القدامى                                                   |
| عيادة خارجية مجتمعية           | كاسا غراندي        | عيادة كاسا غراندي للمحاربين القدامى                                             |
| عيادة خارجية مجتمعية           | تشينلي             | عيادة تشينلي للمحاربين القدامى                                                  |
| عيادة خارجية مجتمعية           | خشب القطن          | عيادة كوتونوود للمحاربين القدامى                                                |
| عيادة خارجية مجتمعية           | سارية العلم        | عيادة فلاجستاف للمحاربين القدامى                                                |
| عيادة خارجية مجتمعية           | الكرة الأرضية      | عيادة جلوب للمحاربين القدامى                                                    |
| عيادة خارجية مجتمعية           | هولبروك            | عيادة هولبروك للمحاربين القدامى                                                 |
| عيادة خارجية مجتمعية           | الوادي الأخضر      | عيادة جرين فالي للمحاربين القدامى                                               |
| عيادة خارجية مجتمعية           | كايينتا            | عيادة كايينتا للمحاربين القدامى                                                 |
| عيادة خارجية مجتمعية           | كينجمان            | عيادة كينغمان للمحاربين القدامى                                                 |
| عيادة خارجية مجتمعية           | مدينة بحيرة هافاسو | عيادة ليك هافاسو سيتي للمحاربين القدامى                                         |
| عيادة خارجية مجتمعية           | صفحة               | عيادة صفحة شؤون المحاربين القدامى                                               |
| عيادة خارجية مجتمعية           | بايسون             | عيادة بايسون للمحاربين القدامى                                                  |
| عيادة خارجية مجتمعية           | فينيكس             | عيادة فينيكس ميدتاون لشؤون المحاربين القدامى                                    |
| عيادة خارجية مجتمعية           | فينيكس             | عيادة جنوب غرب VA                                                               |
| عيادة خارجية مجتمعية           | فينيكس             | عيادة ثندربيرد لشؤون المحاربين القدامى                                          |
| عيادة خارجية مجتمعية           | بولاكا             | عيادة بولاكا للمحاربين القدامى                                                  |
| عيادة خارجية مجتمعية           | سافورد             | عيادة سافورد للمحاربين القدامى                                                  |
| عيادة خارجية مجتمعية           | عرض منخفض          | عيادة شو لو للمحاربين القدامى                                                   |
| عيادة خارجية مجتمعية           | سييرا فيستا        | عيادة سييرا فيستا للمحاربين القدامى                                             |
| عيادة خارجية مجتمعية           | مفاجأة             | عيادة شمال غرب VA                                                               |
| عيادة خارجية مجتمعية           | مدينة توبا         | عيادة توبا سيتي للمحاربين القدامى                                               |
| عيادة خارجية مجتمعية           | توسان              | عيادة شمال غرب توسان للمحاربين القدامى                                          |
| عيادة خارجية مجتمعية           | توسان              | عيادة جنوب شرق توسان للمحاربين القدامى                                          |
| عيادة خارجية مجتمعية           | يوما               | عيادة يوما للمحاربين القدامى                                                    |

### أركنساس
| خدمة                           | مدينة            | منشأة                                                                                                   |
| ------------------------------ | ---------------- | --- |
| المركز الطبي للمحاربين القدامى | فاييتفيل         | نظام الرعاية الصحية للمحاربين القدامى في أوزاركس                                                        |
| المركز الطبي للمحاربين القدامى | ليتل روك         | نظام الرعاية الصحية لقدامى المحاربين في وسط أركنساس - مستشفى جون إل. ماكليلان التذكاري لقدامى المحاربين |
| المركز الطبي للمحاربين القدامى | شمال ليتل روك    | نظام الرعاية الصحية لقدامى المحاربين في وسط أركنساس - مركز يوجين جيه توبين للرعاية الصحية               |
| عيادة خارجية مجتمعية           | كونواي           | عيادة كونواي للمحاربين القدامى                                                                          |
| عيادة خارجية مجتمعية           | إلدورادو         | عيادة إلدورادو للمحاربين القدامى                                                                        |
| عيادة خارجية مجتمعية           | فورت سميث        | عيادة فورت سميث للمحاربين القدامى                                                                       |
| عيادة خارجية مجتمعية           | هاريسون          | عيادة هاريسون للمحاربين القدامى                                                                         |
| عيادة خارجية مجتمعية           | هيلينا           | عيادة هيلينا للمحاربين القدامى                                                                          |
| عيادة خارجية مجتمعية           | الينابيع الساخنة | عيادة هوت سبرينغز للمحاربين القدامى                                                                     |
| عيادة خارجية مجتمعية           | جونزبورو         | عيادة جونزبورو للمحاربين القدامى                                                                        |
| عيادة خارجية مجتمعية           | مينا             | عيادة مينا للمحاربين القدامى                                                                            |
| عيادة خارجية مجتمعية           | منزل جبلي        | عيادة ماونتن هوم للمحاربين القدامى                                                                      |
| عيادة خارجية مجتمعية           | أوزاك            | عيادة أوزارك للمحاربين القدامى                                                                          |
| عيادة خارجية مجتمعية           | باراجولد         | عيادة باراغولد للمحاربين القدامى                                                                        |
| عيادة خارجية مجتمعية           | بينا بلاف        | عيادة باين بلاف للمحاربين القدامى                                                                       |
| عيادة خارجية مجتمعية           | بوكاهونتاس       | عيادة بوكاهونتاس للمحاربين القدامى                                                                      |
| عيادة خارجية مجتمعية           | راسلفيل          | عيادة راسلفيل للمحاربين القدامى                                                                         |
| عيادة خارجية مجتمعية           | سيرسي            | عيادة سيرسي لشؤون المحاربين القدامى                                                                     |
| عيادة خارجية مجتمعية           | تيكساركانا       | عيادة تيكساركانا للمحاربين القدامى                                                                      |

### كاليفورنيا
| الخدمة                              | المدينة       | المرفق                                                                            |
| ----------------------------------- | ------------- | --------------------------------------------------------------------------------- |
| مركز الطب العسكري للمحاربين القدماء | فريسنو        | مركز الطب العسكري للمحاربين القدماء في فريسنو                                     |
| مركز الطب العسكري للمحاربين القدماء | ليفيرمور      | مركز الطب العسكري للمحاربين القدماء في بالو ألتو – ليفيرمور                       |
| مركز الطب العسكري للمحاربين القدماء | لوما ليندا    | مستشفى المحاربين القدماء التذكاري جيري إل. بيتيس                                  |
| مركز الطب العسكري للمحاربين القدماء | لونغ بيتش     | نظام الرعاية الصحية للمحاربين القدماء في لونغ بيتش                                |
| مركز الطب العسكري للمحاربين القدماء | لوس أنجلوس    | مركز الطب العسكري للمحاربين القدماء في غرب لوس أنجلوس                             |
| مركز الطب العسكري للمحاربين القدماء | مارتينيز      | مركز الطب العسكري للمحاربين القدماء في مارتينيز                                   |
| مركز الطب العسكري للمحاربين القدماء | ماثر          | مركز الطب العسكري للمحاربين القدماء في ساكرامنتو                                  |
| مركز الطب العسكري للمحاربين القدماء | مينلو بارك    | مركز الطب العسكري للمحاربين القدماء في بالو ألتو – مينلو بارك                     |
| مركز الطب العسكري للمحاربين القدماء | بالو ألتو     | مركز الطب العسكري للمحاربين القدماء في بالو ألتو                                  |
| مركز الطب العسكري للمحاربين القدماء | سان دييغو     | مركز الطب العسكري للمحاربين القدماء قسم جينيفر مورينو                             |
| مركز الطب العسكري للمحاربين القدماء | سان فرانسيسكو | مركز الطب العسكري للمحاربين القدماء في سان فرانسيسكو                              |
| مأوى                                | سان دييغو     | مأوى المحاربين القدماء في سان دييغو                                               |
| عيادة خارجية                        | أتواتر        | عيادة المحاربين القدماء في كاسل – عيادة خارجية                                    |
| عيادة خارجية                        | أوبورن        | عيادة سيرا فوتهيلز الخارجية                                                       |
| عيادة خارجية                        | لوس أنجلوس    | مركز رعاية المرضى الخارجيين في غرب لوس أنجلوس للمحاربين القدماء                   |
| عيادة خارجية                        | مارينا        | عيادة المحاربين القدماء المشتركة بين وزارة الدفاع والجيش للجنرال وليام إتش. جورلي |
| عيادة خارجية                        | ماكليلان      | عيادة المحاربين القدماء في ماكليلان                                               |
| عيادة خارجية                        | نورث هيلز     | مركز رعاية المرضى الخارجيين في سابولفيدا للمحاربين القدماء                        |
| عيادة خارجية                        | أوشنسايد      | عيادة المحاربين القدماء في أوشنسايد                                               |
| عيادة خارجية                        | ريدينغ        | عيادة ريدينغ الخارجية                                                             |
| عيادة خارجية                        | سان خوسيه     | عيادة المحاربين القدماء في سان خوسيه                                              |
| عيادة خارجية                        | فينتورا       | عيادة المحاربين القدماء الخارجية الكابتن روزماري براينت مارينر                    |
| عيادة خارجية قائمة على المجتمع      | أنهايم        | عيادة المحاربين القدماء في أنهايم                                                 |
| عيادة خارجية قائمة على المجتمع      | بيكرسفيلد     | عيادة المحاربين القدماء في بيكرسفيلد                                              |
| عيادة خارجية قائمة على المجتمع      | بلايث         | عيادة المحاربين القدماء في بلايث                                                  |
| عيادة خارجية قائمة على المجتمع      | براولي        | إمبيريال فالي                                                                     |
| عيادة خارجية قائمة على المجتمع      | كابيتولا      | عيادة المحاربين القدماء في كابيتولا                                               |
| عيادة خارجية قائمة على المجتمع      | شيكو          | عيادة المحاربين القدماء في شيكو                                                   |
| عيادة خارجية قائمة على المجتمع      | تشولا فيستا   | عيادة المحاربين القدماء في تشولا فيستا                                            |
| عيادة خارجية قائمة على المجتمع      | كليرليك       | عيادة المحاربين القدماء في كليرليك                                                |
| عيادة خارجية قائمة على المجتمع      | كوميرس        | عيادة المحاربين القدماء في شرق لوس أنجلوس                                         |
| عيادة خارجية قائمة على المجتمع      | كورونا        | عيادة المحاربين القدماء في كورونا                                                 |
| عيادة خارجية قائمة على المجتمع      | إل سنترو      | عيادة المحاربين القدماء في إمبيريال فالي                                          |
| عيادة خارجية قائمة على المجتمع      | إسكونديدو     | عيادة المحاربين القدماء في إسكونديدو                                              |

| الخدمة                         | المدينة             | المرفق                                               |
| ------------------------------ | ------------------- | ---------------------------------------------------- |
| عيادة خارجية قائمة على المجتمع | يوركا               | عيادة المحاربين القدماء في يوركا                     |
| عيادة خارجية قائمة على المجتمع | فريمونت             | عيادة المحاربين القدماء في فريمونت                   |
| عيادة خارجية قائمة على المجتمع | كامب فرنسي          | عيادة المحاربين القدماء ريتشارد أ. بيتيمان           |
| عيادة خارجية قائمة على المجتمع | لاغونا هيلز         | عيادة المحاربين القدماء في لاغونا هيلز               |
| عيادة خارجية قائمة على المجتمع | لانكستر             | عيادة المحاربين القدماء في وادي الأنتيلوب            |
| عيادة خارجية قائمة على المجتمع | لونغ بيتش           | عيادة المحاربين القدماء كابريلو                      |
| عيادة خارجية قائمة على المجتمع | لوس أنجلوس          | عيادة المحاربين القدماء في لوس أنجلوس                |
| عيادة خارجية قائمة على المجتمع | ماري آيلاند         | عيادة المحاربين القدماء في ماري آيلاند               |
| عيادة خارجية قائمة على المجتمع | ميرسيد              | عيادة المحاربين القدماء في ميرسيد                    |
| عيادة خارجية قائمة على المجتمع | مودستو              | عيادة المحاربين القدماء في مودستو                    |
| عيادة خارجية قائمة على المجتمع | موريتا              | عيادة المحاربين القدماء في موريتا                    |
| عيادة خارجية قائمة على المجتمع | أوكهيرست            | عيادة المحاربين القدماء في أوكهيرست                  |
| عيادة خارجية قائمة على المجتمع | أوكلاند             | عيادة المحاربين القدماء في أوكلاند                   |
| عيادة خارجية قائمة على المجتمع | أوكلاند             | عيادة المحاربين القدماء في شارع الحادي والعشرين      |
| عيادة خارجية قائمة على المجتمع | أوكسنارد            | عيادة المحاربين القدماء في أوكسنارد                  |
| عيادة خارجية قائمة على المجتمع | بالم ديزرت          | عيادة المحاربين القدماء في بالم ديزرت                |
| عيادة خارجية قائمة على المجتمع | رانشو كوكامونغا     | عيادة المحاربين القدماء في رانشو كوكامونغا           |
| عيادة خارجية قائمة على المجتمع | رانشو موريتا        | عيادة المحاربين القدماء في رانشو موريتا              |
| عيادة خارجية قائمة على المجتمع | ريدلاندز            | عيادة المحاربين القدماء في شارع بوليفارد في ريدلاندز |
| عيادة خارجية قائمة على المجتمع | سان برونو           | عيادة المحاربين القدماء في سان برونو                 |
| عيادة خارجية قائمة على المجتمع | سان دييغو           | عيادة المحاربين القدماء في وادي المهمة               |
| عيادة خارجية قائمة على المجتمع | سان دييغو           | عيادة المحاربين القدماء في ريو                       |
| عيادة خارجية قائمة على المجتمع | سان دييغو           | عيادة سورينتو فالي                                   |
| عيادة خارجية قائمة على المجتمع | سان فرانسيسكو       | عيادة المحاربين القدماء في سان فرانسيسكو             |
| عيادة خارجية قائمة على المجتمع | سان لويس أوبيسبو    | عيادة المحاربين القدماء في سان لويس أوبيسبو          |
| عيادة خارجية قائمة على المجتمع | سانتا آنا           | عيادة المحاربين القدماء في سانتا آنا                 |
| عيادة خارجية قائمة على المجتمع | سانتا باربرا        | عيادة المحاربين القدماء في سانتا باربرا              |
| عيادة خارجية قائمة على المجتمع | سانتا في سبرينغز    | عيادة المحاربين القدماء في سانتا في سبرينغز          |
| عيادة خارجية قائمة على المجتمع | سانتا ماريا         | عيادة المحاربين القدماء في سانتا ماريا               |
| عيادة خارجية قائمة على المجتمع | سانتا روزا          | عيادة المحاربين القدماء في سانتا روزا                |
| عيادة خارجية قائمة على المجتمع | سونورا              | عيادة المحاربين القدماء في سونورا                    |
| عيادة خارجية قائمة على المجتمع | سوزانفيل            | عيادة المحاربين القدماء دايموند فيو                  |
| عيادة خارجية قائمة على المجتمع | قاعدة ترافيس الجوية | عيادة المحاربين القدماء في فيرفيلد                   |
| عيادة خارجية قائمة على المجتمع | تولاري              | عيادة المحاربين القدماء في تولاري                    |
| عيادة خارجية قائمة على المجتمع | أوكياه              | عيادة المحاربين القدماء في أوكياه                    |
| عيادة خارجية قائمة على المجتمع | فيكتورفيل           | عيادة المحاربين القدماء في فيكتورفيل                 |
| عيادة خارجية قائمة على المجتمع | يريكا               | عيادة المحاربين القدماء في يريكا                     |
| عيادة خارجية قائمة على المجتمع | يووبا سيتي          | عيادة المحاربين القدماء في يووبا سيتي                |

### كولورادو
| خدمة                           | مدينة             | منشأة |
| ------------------------------ | ----------------- | --- |
| المركز الطبي للمحاربين القدامى | الشفق القطبي      | نظام الرعاية الصحية للمحاربين القدامى في شرق كولورادو - المركز الطبي الإقليمي للمحاربين القدامى في روكي ماونتن |
| المركز الطبي للمحاربين القدامى | غراند جنكشن       | نظام الرعاية الصحية للمحاربين القدامى في غرب كولورادو - المركز الطبي للمحاربين القدامى في غراند جنكشن          |
| العيادة الخارجية               | الشفق القطبي      | عيادة جويل للمحاربين القدامى                                                                                   |
| العيادة الخارجية               | كولورادو سبرينغز  | عيادة قسم شؤون المحاربين القدامى التابعة للجنديّ فلويد ك. ليندستروم                                             |
| عيادة خارجية مجتمعية           | ألاموسا           | عيادة ألاموسا للمحاربين القدامى                                                                                |
| عيادة خارجية مجتمعية           | الشفق القطبي      | نظام الرعاية الصحية لشرق كولورادو - عيادة أورورا لقدامى المحاربين                                              |
| عيادة خارجية مجتمعية           | برلنغتون          | عيادة برلنغتون لشؤون المحاربين القدامى                                                                         |
| عيادة خارجية مجتمعية           | كريج              | عيادة الرائد ويليام إدوارد آدامز التابعة لإدارة شؤون المحاربين القدامى                                         |
| عيادة خارجية مجتمعية           | دنفر              | عيادة دنفر للمحاربين القدامى                                                                                   |
| عيادة خارجية مجتمعية           | دورانجو           | عيادة دورانجو للمحاربين القدامى                                                                                |
| عيادة خارجية مجتمعية           | فورت كولينز       | عيادة فورت كولينز للمحاربين القدامى                                                                            |
| عيادة خارجية مجتمعية           | جلينوود سبرينغز   | عيادة جلينوود سبرينغز للمحاربين القدامى                                                                        |
| عيادة خارجية مجتمعية           | ذهبي              | عيادة جولدن للمحاربين القدامى                                                                                  |
| عيادة خارجية مجتمعية           | المجلس العسكري    | عيادة لا خونتا لشؤون المحاربين القدامى                                                                         |
| عيادة خارجية مجتمعية           | لامار             | عيادة لامار للمحاربين القدامى                                                                                  |
| عيادة خارجية مجتمعية           | لوفلاند           | عيادة لوفلاند للمحاربين القدامى                                                                                |
| عيادة خارجية مجتمعية           | مونتروز           | عيادة مونتروز للمحاربين القدامى                                                                                |
| عيادة خارجية مجتمعية           | بويبلو            | عيادة بي إف سي جيمس دان للمحاربين القدامى                                                                      |
| عيادة خارجية مجتمعية           | ساليدا            | عيادة ساليدا للمحاربين القدامى                                                                                 |
| عيادة خارجية مجتمعية           | الجنيه الاسترليني | عيادة ستيرلينغ للمحاربين القدامى                                                                               |

### كونيتيكت
| خدمة                           | مدينة      | منشأة                                                                 |
| ------------------------------ | ---------- | --------------------------------------------------------------------- |
| المركز الطبي للمحاربين القدامى | ويست هافن  | مركز ويست هافن الطبي للمحاربين القدامى                                |
| العيادة الخارجية               | نيوينغتون  | عيادة نيوينغتون للمحاربين القدامى                                     |
| عيادة خارجية مجتمعية           | دانبري     | عيادة دانبري للمحاربين القدامى                                        |
| عيادة خارجية مجتمعية           | نيو لندن   | عيادة جون جيه ماكجويرك الخارجية التابعة لإدارة شؤون المحاربين القدامى |
| عيادة خارجية مجتمعية           | البرتقالي  | عيادة أورانج للمحاربين القدامى                                        |
| عيادة خارجية مجتمعية           | ستامفورد   | عيادة ستامفورد للمحاربين القدامى                                      |
| عيادة خارجية مجتمعية           | ووتربري    | عيادة واتربري للمحاربين القدامى                                       |
| عيادة خارجية مجتمعية           | ويست هافن  | عيادة إيريرا للمحاربين القدامى                                        |
| عيادة خارجية مجتمعية           | ويليمانتيك | عيادة ويليمانتيك لشؤون المحاربين القدامى                              |
| عيادة خارجية مجتمعية           | وينستيد    | عيادة وينستد للمحاربين القدامى                                        |

### ديلاوير
| خدمة                           | مدينة     | منشأة                                     |
| ------------------------------ | --------- | ----------------------------------------- |
| المركز الطبي للمحاربين القدامى | ويلمنجتون | مركز ويلمنجتون الطبي للمحاربين القدامى    |
| عيادة خارجية مجتمعية           | دوفر      | عيادة مقاطعة كينت لشؤون المحاربين القدامى |
| عيادة خارجية مجتمعية           | جورج تاون | عيادة قدامى المحاربين في مقاطعة ساسكس     |

### مقاطعة كولومبيا
| خدمة                           | مدينة  | منشأة                                                |
| ------------------------------ | ------ | ---------------------------------------------------- |
| المركز الطبي للمحاربين القدامى | واشنطن | المركز الطبي لوزارة شؤون المحاربين القدامى في واشنطن |
| عيادة خارجية مجتمعية           | واشنطن | عيادة فرانكلين ستريت للمحاربين القدامى               |
| عيادة خارجية مجتمعية           | واشنطن | عيادة جنوب شرق واشنطن للمحاربين القدامى              |

## ف

### فلوريدا
| الخدمة                        | المدينة                       | الإمكانات                                                                       |
| ----------------------------- | ----------------------------- | ------------------------------------------------------------------------------- |
| مركز الطب في إف.آيه           | الخليج الخشبية                | نظام الخليج باينز في إف إس الرعاية الصحية - مركز سي. دبليو بيل يونغ في إف إف إس |
| مركز الطب في إف.آيه           | (غينزفيل)                     | (مالكوم راندال) قسم شؤون المحاربين القدامى المركز الطبي                         |
| مركز الطب في إف.آيه           | (ليك سيتي)                    | مركز " ليك سيتي " للجنرالين                                                     |
| مركز الطب في إف.آيه           | ميامي                         | بروس كارتر قسم شؤون المحاربين القدامى المركز الطبي                              |
| مركز الطب في إف.آيه           | أورلاندو                      | مركز أورلاندو في.آي.                                                            |
| مركز الطب في إف.آيه           | (تامبا)                       | مركز " جيمس هالي " الطبي                                                        |
| مركز الطب في إف.آيه           | (وست بالم بيتش)               | مركز الطب في ولاية غرب پام بيتش                                                 |
| مركز الطب في الولايات المتحدة | محطة جوية بحرية جاكسونفيل     | مركز طبي في جيكسونفيل                                                           |
| المنزلية                      | ميامي                         | عيادة "ميامي فلاجر"                                                             |
| عيادة المرضى الخارجية         | كيب كورال                     | عيادة " لي كونت "                                                               |
| عيادة المرضى الخارجية         | شاطئ دايتونا                  | "ويليام خ. تشابيل، جونيور" "المستشفى خارجية للمخضرين                            |
| عيادة المرضى الخارجية         | جاكسونفيل                     | عيادة جاكسونفيل 1                                                               |
| عيادة المرضى الخارجية         | ميناء ريشي الجديد             | عيادة خارجية جديدة في بورت ريشي                                                 |
| عيادة المرضى الخارجية         | أورلاندو                      | عيادة " ليك بالدوين "                                                           |
| عيادة المرضى الخارجية         | الشمس تظهر                    | عيادة ويليام "بيل" كلينغ                                                        |
| عيادة المرضى الخارجية         | تلهاسسي                       | الرقيب (أرنست) الأول "حذاء" (توماس) عيادة (في.إي.إيه)                           |
| عيادة المرضى الخارجية         | القرى                         | عيادة القرى                                                                     |
| عيادة المرضى الخارجية         | فييرا                         | عيادة فييرا في.إي.                                                              |
| عيادة خارجية مجتمعية          | بوكا راتون                    | عيادة بوكا رايتون                                                               |
| عيادة خارجية مجتمعية          | برادنتون                      | عيادة برادنتون                                                                  |
| عيادة خارجية مجتمعية          | بروكسفيل                      | عيادة بروكسفيل                                                                  |
| عيادة خارجية مجتمعية          | كلرمونت                       | عيادة كلرمونت                                                                   |
| عيادة خارجية مجتمعية          | شاطئ ديرفيلد                  | عيادة ديرفيلد بيتش                                                              |
| عيادة خارجية مجتمعية          | شاطئ ديلراي                   | عيادة ديلراي بيتش                                                               |
| عيادة خارجية مجتمعية          | ديلتونا                       | عيادة ديلتونا في.إي.                                                            |
| عيادة خارجية مجتمعية          | قاعدة القوات الجوية في إيغلين | قاعدة القوات الجوية إيغلين عيادة VA                                             |
| عيادة خارجية مجتمعية          | فورت بيرس                     | عيادة فورت بيرس في إف.آ.إيه                                                     |
| عيادة خارجية مجتمعية          | (غينزفيل)                     | عيادة جينزفيل التسعين الثامن                                                    |
| عيادة خارجية مجتمعية          | (غينزفيل)                     | عيادة جينزفيل في شارع الـ 16                                                    |
| عيادة خارجية مجتمعية          | (غينزفيل)                     | " غينزفيل " " ستين أربع شارع " 3 " عيادة " في                                   |
| عيادة خارجية مجتمعية          | (غينزفيل)                     | عيادة "فاي" في "العشرين والثالثة"                                               |
| عيادة خارجية مجتمعية          | هوليوود                       | عيادة هوليوود                                                                   |
| عيادة خارجية مجتمعية          | هوليوود                       | عيادة " بيمبروك باينز "                                                         |
| عيادة خارجية مجتمعية          | المزرعة                       | عيادة " هومستاد "                                                               |
| عيادة خارجية مجتمعية          | جاكسونفيل                     | عيادة ساوث بوينت                                                                |
| عيادة خارجية مجتمعية          | كيو لارو                      | عيادة كيو لارو في                                                               |
| عيادة خارجية مجتمعية          | كيو ويست                      | عيادة كيو ويست في إفريقيا                                                       |
| عيادة خارجية مجتمعية          | (كيسيمي)                      | عيادة كيسيمي                                                                    |
| عيادة خارجية مجتمعية          | " ليكلاند "                   | عيادة " ليكلاند "                                                               |
| عيادة خارجية مجتمعية          | (ليك سيتي)                    | عيادة " ليك سيتي "                                                              |
| عيادة خارجية مجتمعية          | ليكانتو                       | عيادة " ليكانتو "                                                               |
| عيادة خارجية مجتمعية          | ماريانا                       | عيادة ماريانا في.إيه                                                            |
| عيادة خارجية مجتمعية          | (ميدلبرغ)                     | عيادة " أ. ك. باكر " للعملاء                                                    |
| عيادة خارجية مجتمعية          | نابولي                        | عيادة "نايبول"                                                                  |
| عيادة خارجية مجتمعية          | أوكالا                        | عيادة اوكالا                                                                    |
| عيادة خارجية مجتمعية          | أوكيكوبي                      | عيادة أوكيكوبي                                                                  |
| عيادة خارجية مجتمعية          | (بالاتكا)                     | عيادة "بالاتكا"                                                                 |
| عيادة خارجية مجتمعية          | خليج بالم                     | عيادة (بالم باي)                                                                |
| عيادة خارجية مجتمعية          | الميناء                       | "ملجأ "المالم هاربور                                                            |
| عيادة خارجية مجتمعية          | شاطئ مدينة بنما               | عيادة " بانما سيتي بيتش "                                                       |
| عيادة خارجية مجتمعية          | بنساكولا                      | عيادة بنساكولا                                                                  |
| عيادة خارجية مجتمعية          | بيري                          | عيادة بيري في إف                                                                |
| عيادة خارجية مجتمعية          | " بورت شارلوت "               | عيادة "بورت شارلوت"                                                             |
| عيادة خارجية مجتمعية          | البورت أورانج                 | عيادة "بورت أورانج"                                                             |
| عيادة خارجية مجتمعية          | ميناء سانت لوكي               | عيادة "بورت سانت لوسي"                                                          |
| عيادة خارجية مجتمعية          | (ريفرفيو)                     | عيادة جنوب هيلزبورو                                                             |
| عيادة خارجية مجتمعية          | سراسوتا                       | عيادة سراسوتا في.إي.                                                            |
| عيادة خارجية مجتمعية          | سيبرينغ                       | عيادة سيبرينغ                                                                   |
| عيادة خارجية مجتمعية          | القديس أوغسطين                | (مستشفى (ليو تشايس جونيور)                                                      |
| عيادة خارجية مجتمعية          | سانت بيترزبورغ                | عيادة سنت بطرسبرغ                                                               |
| عيادة خارجية مجتمعية          | ستيوارت                       | عيادة ستيوارت في.إيه                                                            |
| عيادة خارجية مجتمعية          | (تامبا)                       | بروس ب. داونز بوليفارد عيادة العلاج العسكري                                     |
| عيادة خارجية مجتمعية          | (تامبا)                       | "إسكان "فاي "الشركة "الشرطة الشمالية "الشارع السادس والربعين                    |
| عيادة خارجية مجتمعية          | (تامبا)                       | عيادة " Hidden River VA "                                                       |
| عيادة خارجية مجتمعية          | (تافيرس)                      | عيادة تافيرس في.إي.                                                             |
| عيادة خارجية مجتمعية          | شاطئ فيرو                     | عيادة "فيرو بيتش"                                                               |
| عيادة خارجية مجتمعية          | حديقة الشتاء                  | " كراؤد رواد " عيادة " فيا "                                                    |
| عيادة خارجية مجتمعية          | جبال زفير                     | " طبية " " لاين " " عيادة " في "                                                |

تم تأكيد بناء مركز طبي سابع تابع لوزارة شؤون المحاربين القدامى في فلوريدا في أورلاندو. قد يكون جاهزًا في أوائل عام ٢٠١١. 

### جورجيا
| خدمة                           | مدينة       | منشأة                                                   |
| ------------------------------ | ----------- | ------------------------------------------------------- |
| المركز الطبي للمحاربين القدامى | أوغوستا     | مركز تشارلي نوروود الطبي للمحاربين القدامى              |
| المركز الطبي للمحاربين القدامى | ديكاتور     | مركز أتلانتا الطبي للمحاربين القدامى                    |
| المركز الطبي للمحاربين القدامى | دبلن        | مركز كارل فينسون الطبي للمحاربين القدامى                |
| العيادة الخارجية               | كارولتون    | قرية ترينكا ديفيس للمحاربين القدامى                     |
| عيادة خارجية مجتمعية           | ألباني      | عيادة ألباني للمحاربين القدامى                          |
| عيادة خارجية مجتمعية           | أثينا       | عيادة أثينا للمحاربين القدامى                           |
| عيادة خارجية مجتمعية           | أتلانتا     | عيادة هندرسون ميل للمحاربين القدامى                     |
| عيادة خارجية مجتمعية           | أتلانتا     | عيادة شمال مقاطعة فولتون لشؤون المحاربين القدامى        |
| عيادة خارجية مجتمعية           | أتلانتا     | عيادة فورت ماكفيرسون للمحاربين القدامى                  |
| عيادة خارجية مجتمعية           | أوستيل      | عيادة أوستيل للمحاربين القدامى                          |
| عيادة خارجية مجتمعية           | بليرسفيل    | عيادة بليرسفيل للمحاربين القدامى                        |
| عيادة خارجية مجتمعية           | بروكهافن    | عيادة شمال مقاطعة ديكالب للمحاربين القدامى              |
| عيادة خارجية مجتمعية           | برونزويك    | عيادة برونزويك للمحاربين القدامى                        |
| عيادة خارجية مجتمعية           | كوليدج بارك | عيادة جنوب مقاطعة فولتون للمحاربين القدامى              |
| عيادة خارجية مجتمعية           | كولومبوس    | عيادة روبرت س. بويداشيف للمحاربين القدامى               |
| عيادة خارجية مجتمعية           | كولومبوس    | عيادة كولومبوس داون تاون للمحاربين القدامى              |
| عيادة خارجية مجتمعية           | ديكاتور     | عيادة أتلانتا للمحاربين القدامى                         |
| عيادة خارجية مجتمعية           | كوفينجتون   | عيادة كوفينجتون للمحاربين القدامى                       |
| عيادة خارجية مجتمعية           | إيست بوينت  | عيادة إيست بوينت للمحاربين القدامى                      |
| عيادة خارجية مجتمعية           | إيست بوينت  | عيادة مقاطعة فولتون للمحاربين القدامى                   |
| عيادة خارجية مجتمعية           | فرع مزهر    | عيادة أوكوود للمحاربين القدامى                          |
| عيادة خارجية مجتمعية           | فورت بينينج | عيادة فورت بينينج للمحاربين القدامى                     |
| عيادة خارجية مجتمعية           | هاينزفيل    | عيادة هينسفيل للمحاربين القدامى                         |
| عيادة خارجية مجتمعية           | كاثلين      | عيادة بيري للمحاربين القدامى                            |
| عيادة خارجية مجتمعية           | لورانسفيل   | عيادة مقاطعة جوينيت لشؤون المحاربين القدامى             |
| عيادة خارجية مجتمعية           | لورانسفيل   | عيادة لورانسفيل فيرجينيا                                |
| عيادة خارجية مجتمعية           | ماكون       | عيادة ماكون للمحاربين القدامى                           |
| عيادة خارجية مجتمعية           | مارييتا     | عيادة أوستيل للمحاربين القدامى                          |
| عيادة خارجية مجتمعية           | ميلدجفيل    | عيادة ميلدجفيل للمحاربين القدامى                        |
| عيادة خارجية مجتمعية           | نيونان      | عيادة نيونان للمحاربين القدامى                          |
| عيادة خارجية مجتمعية           | روما        | عيادة روما                                              |
| عيادة خارجية مجتمعية           | سافانا      | عيادة سافانا للمحاربين القدامى                          |
| عيادة خارجية مجتمعية           | سميرنا      | عيادة شؤون المحاربين القدامى في مقاطعة جنوب كوب         |
| عيادة خارجية مجتمعية           | ستيتسبورو   | عيادة راي هندريكس التابعة لإدارة شؤون المحاربين القدامى |
| عيادة خارجية مجتمعية           | سانت ماري   | عيادة سانت ماري للمحاربين القدامى                       |
| عيادة خارجية مجتمعية           | ستوكبريدج   | عيادة ستوكبريدج للمحاربين القدامى                       |
| عيادة خارجية مجتمعية           | تيفون       | عيادة تيفون للمحاربين القدامى                           |
| عيادة خارجية مجتمعية           | فالدوستا    | عيادة فالدوستا للمحاربين القدامى                        |
| عيادة خارجية مجتمعية           | واي كروس    | عيادة وايكروس للمحاربين القدامى                         |

### غوام
| خدمة                 | مدينة       | منشأة                        |
| -------------------- | ----------- | ---------------------------- |
| عيادة خارجية مجتمعية | أغانا هايتس | عيادة غوام للمحاربين القدامى |

### هاواي
| خدمة                           | مدينة       | منشأة                                                              |
| ------------------------------ | ----------- | ------------------------------------------------------------------ |
| المركز الطبي للمحاربين القدامى | هونولولو    | مركز سبارك م. ماتسوناجا الطبي التابع لإدارة شؤون المحاربين القدامى |
| عيادة خارجية مجتمعية           | هيلو        | عيادة هيلو للمحاربين القدامى                                       |
| عيادة خارجية مجتمعية           | كانيوهي     | عيادة ويندوارد للمحاربين القدامى                                   |
| عيادة خارجية مجتمعية           | كابولي      | عيادة دانيال ك. أكاكا للمحاربين القدامى                            |
| عيادة خارجية مجتمعية           | كايلوا-كونا | عيادة كايلوا-كونا للمحاربين القدامى                                |
| عيادة خارجية مجتمعية           | كاوناكاكاي  | عيادة مولوكاي للمحاربين القدامى                                    |
| عيادة خارجية مجتمعية           | مدينة لاناي | عيادة لاناي للمحاربين القدامى                                      |
| عيادة خارجية مجتمعية           | ليهوي       | عيادة ليهوي للمحاربين القدامى                                      |

### أيداهو
| خدمة                           | مدينة        | منشأة                                              |
| ------------------------------ | ------------ | -------------------------------------------------- |
| المركز الطبي للمحاربين القدامى | بيلوكسي      | مركز بيلوكسي الطبي للمحاربين القدامى               |
| المركز الطبي للمحاربين القدامى | جاكسون       | مركز جي في "سوني" مونتغمري الطبي للمحاربين القدامى |
| عيادة خارجية مجتمعية           | كولومبوس     | عيادة كولومبوس لشؤون المحاربين القدامى             |
| عيادة خارجية مجتمعية           | جرينفيل      | عيادة جرينفيل للمحاربين القدامى                    |
| عيادة خارجية مجتمعية           | هاتيسبورغ    | عيادة هاتيسبرج للمحاربين القدامى                   |
| عيادة خارجية مجتمعية           | هولي سبرينغز | عيادة هولي سبرينغز لشؤون المحاربين القدامى         |
| عيادة خارجية مجتمعية           | كوسيوسكو     | عيادة كوسيوسكو للمحاربين القدامى                   |
| عيادة خارجية مجتمعية           | ماكومب       | عيادة ماكومب للمحاربين القدامى                     |
| عيادة خارجية مجتمعية           | خط الزوال    | عيادة ميريديان للمحاربين القدامى                   |
| عيادة خارجية مجتمعية           | ناتشيز       | عيادة ناتشيز للمحاربين القدامى                     |
| عيادة خارجية مجتمعية           | توبيلو       | عيادة توبيلو للمحاربين القدامى                     |

### إلينوي
| خدمة                                                           | مدينة             | منشأة                                                  |
| -------------------------------------------------------------- | ----------------- | ------------------------------------------------------ |
| المركز الطبي للمحاربين القدامى                                 | شيكاغو            | مركز جيسي براون الطبي للمحاربين القدامى                |
| المركز الطبي للمحاربين القدامى                                 | دانفيل            | مركز دانفيل الطبي التابع لوزارة شؤون المحاربين القدامى |
| المركز الطبي للمحاربين القدامى                                 | هاينز             | مستشفى إدوارد هاينز جونيور                             |
| المركز الطبي للمحاربين القدامى                                 | ماريون            | مركز ماريون الطبي للمحاربين القدامى                    |
| المركز الطبي التابع لوزارة شؤون المحاربين القدامى/وزارة الدفاع | شمال شيكاغو       | مركز الكابتن جيمس أ. لوفيل الفيدرالي للرعاية الصحية    |
| عيادة خارجية مجتمعية                                           | بلومنجتون         | عيادة بلومنجتون للمحاربين القدامى                      |
| عيادة خارجية مجتمعية                                           | بوربونيه          | عيادة مقاطعة كانكاكي للمحاربين القدامى                 |
| عيادة خارجية مجتمعية                                           | كاربونديل         | عيادة كاربونديل للمحاربين القدامى                      |
| عيادة خارجية مجتمعية                                           | شيكاغو            | عيادة أوبورن جريشام للمحاربين القدامى                  |
| عيادة خارجية مجتمعية                                           | شيكاغو            | عيادة ليكسايد لشؤون المحاربين القدامى                  |
| عيادة خارجية مجتمعية                                           | شيكاغو هايتس      | عيادة شيكاغو هايتس للمحاربين القدامى                   |
| عيادة خارجية مجتمعية                                           | ديكاتور           | عيادة ديكاتور للمحاربين القدامى                        |
| عيادة خارجية مجتمعية                                           | إيفنغهام          | عيادة إيفينغهام للمحاربين القدامى                      |
| عيادة خارجية مجتمعية                                           | إيفانستون         | عيادة إيفانستون للمحاربين القدامى                      |
| عيادة خارجية مجتمعية                                           | فريبورت           | عيادة فريبورت للمحاربين القدامى                        |
| عيادة خارجية مجتمعية                                           | جاليسبورج         | عيادة لين أ. إيفانز المجتمعية للمرضى الخارجيين         |
| عيادة خارجية مجتمعية                                           | هوفمان إستيتس     | عيادة هوفمان إستيتس للمحاربين القدامى                  |
| عيادة خارجية مجتمعية                                           | جولييت            | عيادة جولييت للمحاربين القدامى                         |
| عيادة خارجية مجتمعية                                           | هاريسبرج          | عيادة هاريسبرج للمحاربين القدامى                       |
| عيادة خارجية مجتمعية                                           | ماريون            | عيادة هارتلاند ستريت للمحاربين القدامى                 |
| عيادة خارجية مجتمعية                                           | ماتون             | عيادة ماتون للمحاربين القدامى                          |
| عيادة خارجية مجتمعية                                           | ماكهينري          | عيادة ماكهينري للمحاربين القدامى                       |
| عيادة خارجية مجتمعية                                           | جبل فيرنون        | عيادة ماونت فيرنون للمحاربين القدامى                   |
| عيادة خارجية مجتمعية                                           | شمال أورورا       | عيادة أورورا للمحاربين القدامى                         |
| عيادة خارجية مجتمعية                                           | بيوريا            | عيادة بوب ميشيل الخارجية لشؤون المحاربين القدامى       |
| عيادة خارجية مجتمعية                                           | بيرو              | عيادة لاسال للمحاربين القدامى                          |
| عيادة خارجية مجتمعية                                           | حديقة البلوط      | عيادة أوك لاون للمحاربين القدامى                       |
| عيادة خارجية مجتمعية                                           | كوينسي            | عيادة كوينسي للمحاربين القدامى                         |
| عيادة خارجية مجتمعية                                           | روكفورد           | عيادة روكفورد للمحاربين القدامى                        |
| عيادة خارجية مجتمعية                                           | قاعدة سكوت الجوية | عيادة قدامى المحاربين في قاعدة سكوت الجوية             |
| عيادة خارجية مجتمعية                                           | شيلوه             | عيادة مقاطعة سانت كلير لشؤون المحاربين القدامى         |
| عيادة خارجية مجتمعية                                           | سبرينغفيلد        | عيادة سبرينغفيلد للمحاربين القدامى                     |
| عيادة خارجية مجتمعية                                           | الجنيه الاسترليني | عيادة ستيرلينغ للمحاربين القدامى                       |

### إنديانا
| الخدمة                              | المدينة      | المرفق                                                             |
| ----------------------------------- | ------------ | ------------------------------------------------------------------ |
| مركز الطب العسكري للمحاربين القدماء | فورت وين     | نظام الرعاية الصحية للمحاربين القدماء بشمال إنديانا – حرم فورت وين |
| مركز الطب العسكري للمحاربين القدماء | إنديانابوليس | مركز ريتشارد إل. رودبوش الطبي للمحاربين القدماء                    |
| مركز الطب العسكري للمحاربين القدماء | ماريون       | نظام الرعاية الصحية للمحاربين القدماء بشمال إنديانا – حرم ماريون   |
| عيادة خارجية                        | كراون بوينت  | عيادة آدام بنيامين جونيور الخارجية                                 |
| عيادة خارجية                        | إيفانزفيل    | مركز الرعاية الصحية في إيفانزفيل                                   |
| عيادة خارجية قائمة على المجتمع      | بلومنغتون    | عيادة المحاربين القدماء في بلومنغتون                               |
| عيادة خارجية قائمة على المجتمع      | بلومنغتون    | عيادة مقاطعة مونرو للمحاربين القدماء                               |
| عيادة خارجية قائمة على المجتمع      | براونسبيرج   | عيادة المحاربين القدماء في براونسبيرج                              |
| عيادة خارجية قائمة على المجتمع      | إدنبرة       | عيادة واكمان للمحاربين القدماء                                     |
| عيادة خارجية قائمة على المجتمع      | فورت وين     | عيادة المحاربين القدماء في فورت وين                                |
| عيادة خارجية قائمة على المجتمع      | جوشن         | عيادة المحاربين القدماء في جوشن                                    |
| عيادة خارجية قائمة على المجتمع      | جرينديل      | عيادة ديربورن للمحاربين القدماء                                    |
| عيادة خارجية قائمة على المجتمع      | إنديانابوليس | عيادة طريق كولد سبرينغ للمحاربين القدماء                           |
| عيادة خارجية قائمة على المجتمع      | إنديانابوليس | عيادة المحاربين القدماء في إنديانابوليس                            |
| عيادة خارجية قائمة على المجتمع      | إنديانابوليس | عيادة YMCA للمحاربين القدماء في إنديانابوليس                       |
| عيادة خارجية قائمة على المجتمع      | لافايت       | عيادة المحاربين القدماء في لافايت                                  |
| عيادة خارجية قائمة على المجتمع      | مارتينسفيل   | عيادة المحاربين القدماء في مارتينسفيل                              |
| عيادة خارجية قائمة على المجتمع      | ميشاواكا     | عيادة مقاطعة سانت جوزيف للمحاربين القدماء                          |
| عيادة خارجية قائمة على المجتمع      | مونسي        | عيادة المحاربين القدماء في مونسي                                   |
| عيادة خارجية قائمة على المجتمع      | نيو ألباني   | عيادة المحاربين القدماء في نيو ألباني                              |
| عيادة خارجية قائمة على المجتمع      | بيرو         | عيادة هوزير للمحاربين القدماء                                      |
| عيادة خارجية قائمة على المجتمع      | ريتشموند     | عيادة المحاربين القدماء في ريتشموند                                |
| عيادة خارجية قائمة على المجتمع      | شيلبيفيل     | عيادة المحاربين القدماء في شيلبيفيل                                |
| عيادة خارجية قائمة على المجتمع      | سكوتسبيرغ    | عيادة مقاطعة سكوت للمحاربين القدماء                                |
| عيادة خارجية قائمة على المجتمع      | ساوث بند     | عيادة كولومبيا بليس للمحاربين القدماء                              |
| عيادة خارجية قائمة على المجتمع      | تير هوت      | عيادة المحاربين القدماء في تير هوت                                 |
| عيادة خارجية قائمة على المجتمع      | فينسينيس     | عيادة المحاربين القدماء في فينسينيس                                |
| عيادة خارجية قائمة على المجتمع      | ويست لافايت  | عيادة المحاربين القدماء في ويست لافايت                             |

### أيوا
| خدمة                           | مدينة        | منشأة                                    |
| ------------------------------ | ------------ | ---------------------------------------- |
| المركز الطبي للمحاربين القدامى | دي موين      | مركز دي موين الطبي للمحاربين القدامى     |
| المركز الطبي للمحاربين القدامى | مدينة آيوا   | مركز آيوا سيتي الطبي للمحاربين القدامى   |
| عيادة خارجية مجتمعية           | برلنغتون     | عيادة برلنغتون لشؤون المحاربين القدامى   |
| عيادة خارجية مجتمعية           | كارول        | عيادة كارول للمحاربين القدامى            |
| عيادة خارجية مجتمعية           | سيدار رابيدز | عيادة سيدار رابيدز للمحاربين القدامى     |
| عيادة خارجية مجتمعية           | سيدار رابيدز | عيادة مقاطعة لين لشؤون المحاربين القدامى |
| عيادة خارجية مجتمعية           | كورالفيل     | عيادة كورالفيل للمحاربين القدامى         |
| عيادة خارجية مجتمعية           | دافنبورت     | عيادة دافنبورت للمحاربين القدامى         |
| عيادة خارجية مجتمعية           | دافنبورت     | عيادة كواد سيتيز للمحاربين القدامى       |
| عيادة خارجية مجتمعية           | ديكورا       | عيادة ديكورا للمحاربين القدامى           |
| عيادة خارجية مجتمعية           | دي موين      | عيادة دي موين للمحاربين القدامى          |
| عيادة خارجية مجتمعية           | دي موين      | عيادة جنوب دي موين للمحاربين القدامى     |
| عيادة خارجية مجتمعية           | دوبيوك       | عيادة دوبيوك للمحاربين القدامى           |
| عيادة خارجية مجتمعية           | فورت دودج    | عيادة فورت دودج للمحاربين القدامى        |
| عيادة خارجية مجتمعية           | مدينة آيوا   | عيادة آيوا سيتي للمحاربين القدامى        |
| عيادة خارجية مجتمعية           | نوكسفيل      | عيادة نوكسفيل للمحاربين القدامى          |
| عيادة خارجية مجتمعية           | مارشالتاون   | عيادة مارشالتاون للمحاربين القدامى       |
| عيادة خارجية مجتمعية           | ماسون سيتي   | عيادة ماسون سيتي للمحاربين القدامى       |
| عيادة خارجية مجتمعية           | أوتوموا      | عيادة أوتوموا للمحاربين القدامى          |
| عيادة خارجية مجتمعية           | شيناندواه    | عيادة شيناندواه للمحاربين القدامى        |
| عيادة خارجية مجتمعية           | سيوكس سيتي   | عيادة سيوكس سيتي للمحاربين القدامى       |
| عيادة خارجية مجتمعية           | بحيرة سبيريت | عيادة سبيريت ليك للمحاربين القدامى       |
| عيادة خارجية مجتمعية           | واترلو       | عيادة واترلو للمحاربين القدامى           |

### كانساس
| خدمة                           | مدينة             | منشأة                                                                                                  |
| ------------------------------ | ----------------- | --- |
| المركز الطبي للمحاربين القدامى | ليفنوورث          | نظام الرعاية الصحية للمحاربين القدامى في شرق كانساس - المركز الطبي دوايت د. أيزنهاور للمحاربين القدامى |
| المركز الطبي للمحاربين القدامى | توبيكا            | نظام الرعاية الصحية للمحاربين القدامى في شرق كانساس - المركز الطبي كولمري-أونيل للمحاربين القدامى      |
| المركز الطبي للمحاربين القدامى | ويتشيتا           | مركز روبرت جي دول فيرجينيا الطبي                                                                       |
| عيادة خارجية مجتمعية           | تشانوت            | عيادة تشانوت للمحاربين القدامى                                                                         |
| عيادة خارجية مجتمعية           | فورت دودج         | عيادة دودج سيتي للمحاربين القدامى                                                                      |
| عيادة خارجية مجتمعية           | فورت سكوت         | عيادة فورت سكوت للمحاربين القدامى                                                                      |
| عيادة خارجية مجتمعية           | غارنيت            | عيادة غارنيت للمحاربين القدامى                                                                         |
| عيادة خارجية مجتمعية           | هايز              | عيادة هايز للمحاربين القدامى                                                                           |
| عيادة خارجية مجتمعية           | هاتشينسون         | عيادة هاتشينسون للمحاربين القدامى                                                                      |
| عيادة خارجية مجتمعية           | مدينة جانكشن      | ريتشارد جيه سيتز CBOC                                                                                  |
| عيادة خارجية مجتمعية           | مدينة كانساس سيتي | عيادة مقاطعة واياندوت للمحاربين القدامى                                                                |
| عيادة خارجية مجتمعية           | لورانس            | عيادة لورانس للمحاربين القدامى                                                                         |
| عيادة خارجية مجتمعية           | ليبرالي           | عيادة شؤون المحاربين القدامى الليبرالية                                                                |
| عيادة خارجية مجتمعية           | باولا             | عيادة باولا للمحاربين القدامى                                                                          |
| عيادة خارجية مجتمعية           | بارسونز           | عيادة بارسونز للمحاربين القدامى                                                                        |
| عيادة خارجية مجتمعية           | سالينا            | عيادة سالينا للمحاربين القدامى                                                                         |
| عيادة خارجية مجتمعية           | شوني              | عيادة جونسون كاونتي للمحاربين القدامى                                                                  |
| عيادة خارجية مجتمعية           | ويتشيتا           | عيادة مقاطعة سيدجويك لشؤون المحاربين القدامى                                                           |

### كنتاكي
| خدمة                           | مدينة        | منشأة                                                                                          |
| ------------------------------ | ------------ | ---------------------------------------------------------------------------------------------- |
| المركز الطبي للمحاربين القدامى | فورت توماس   | مركز سينسيناتي الطبي للمحاربين القدامى - فورت توماس                                            |
| المركز الطبي للمحاربين القدامى | ليكسينغتون   | نظام الرعاية الصحية التابع لوزارة شؤون المحاربين القدامى في ليكسينغتون - حرم فرانكلين ر. سوسلي |
| المركز الطبي للمحاربين القدامى | ليكسينغتون   | نظام الرعاية الصحية للمحاربين القدامى في ليكسينغتون - حرم تروي بولينج                          |
| المركز الطبي للمحاربين القدامى | لويزفيل      | مركز روبلي ريكس الطبي للمحاربين القدامى                                                        |
| العيادة الخارجية               | لويزفيل      | مركز رعاية المحاربين القدامى، عيادة ترايكير العائلية                                           |
| عيادة خارجية مجتمعية           | بيلفيو       | عيادة بيلفيو للمحاربين القدامى                                                                 |
| عيادة خارجية مجتمعية           | بيريا        | عيادة بيريا للمحاربين القدامى                                                                  |
| عيادة خارجية مجتمعية           | بولينج جرين  | عيادة بولينج جرين للمحاربين القدامى                                                            |
| عيادة خارجية مجتمعية           | كارولتون     | عيادة كارولتون للمحاربين القدامى                                                               |
| عيادة خارجية مجتمعية           | كلاركسون     | عيادة قدامى المحاربين في مقاطعة جرايسون                                                        |
| عيادة خارجية مجتمعية           | فلورنسا      | عيادة فلورنسا للمحاربين القدامى                                                                |
| عيادة خارجية مجتمعية           | حصن كامبل    | عيادة فورت كامبل للمحاربين القدامى                                                             |
| عيادة خارجية مجتمعية           | فورت نوكس    | عيادة فورت نوكس للمحاربين القدامى                                                              |
| عيادة خارجية مجتمعية           | خطر          | عيادة هازارد للمحاربين القدامى                                                                 |
| عيادة خارجية مجتمعية           | هوبكنسفيل    | عيادة هوبكنسفيل للمحاربين القدامى                                                              |
| عيادة خارجية مجتمعية           | لويزفيل      | عيادة غرينوود للمحاربين القدامى                                                                |
| عيادة خارجية مجتمعية           | لويزفيل      | عيادة نيوبورغ للمحاربين القدامى                                                                |
| عيادة خارجية مجتمعية           | لويزفيل      | عيادة ستونيبروك للمحاربين القدامى                                                              |
| عيادة خارجية مجتمعية           | ماديسونفيل   | عيادة ماديسونفيل للمحاربين القدامى                                                             |
| عيادة خارجية مجتمعية           | مايفيلد      | عيادة مايفيلد للمحاربين القدامى                                                                |
| عيادة خارجية مجتمعية           | مورهيد       | عيادة مورهد لشؤون المحاربين القدامى                                                            |
| عيادة خارجية مجتمعية           | أوينسبورو    | عيادة أوينسبورو لشؤون المحاربين القدامى                                                        |
| عيادة خارجية مجتمعية           | بادوكا       | عيادة بادوكا للمحاربين القدامى                                                                 |
| عيادة خارجية مجتمعية           | بريستونسبورغ | عيادة بريستونسبيرج للمحاربين القدامى                                                           |
| عيادة خارجية مجتمعية           | سومرست       | عيادة سومرست للمحاربين القدامى                                                                 |

### لويزيانا
| خدمة                           | مدينة        | منشأة                                                     |
| ------------------------------ | ------------ | --------------------------------------------------------- |
| المركز الطبي للمحاربين القدامى | باينفيل      | مركز الإسكندرية الطبي للمحاربين القدامى                   |
| المركز الطبي للمحاربين القدامى | نيو أورليانز | مركز نيو أورلينز الطبي للمحاربين القدامى                  |
| المركز الطبي للمحاربين القدامى | شريفبورت     | مركز أوفيرتون بروكس الطبي للمحاربين القدامى               |
| العيادة الخارجية               | باتون روج    | عيادة باتون روج للمحاربين القدامى                         |
| عيادة خارجية مجتمعية           | باتون روج    | عيادة باتون روج للمحاربين القدامى في الجنوب               |
| عيادة خارجية مجتمعية           | بوجالوسا     | عيادة بوغالوسا للمحاربين القدامى                          |
| عيادة خارجية مجتمعية           | فرانكلين     | عيادة فرانكلين للمحاربين القدامى                          |
| عيادة خارجية مجتمعية           | هاموند       | عيادة هاموند للمحاربين القدامى                            |
| عيادة خارجية مجتمعية           | هوما         | عيادة هوما للمحاربين القدامى                              |
| عيادة خارجية مجتمعية           | جينينجز      | عيادة جينينجز للمحاربين القدامى                           |
| عيادة خارجية مجتمعية           | لافاييت      | عيادة شؤون المحاربين القدامى في الحرم الجامعي لافاييت ب   |
| عيادة خارجية مجتمعية           | لافاييت      | عيادة لافاييت للمحاربين القدامى                           |
| عيادة خارجية مجتمعية           | بحيرة تشارلز | عيادة دوغلاس فورنيت التابعة لإدارة شؤون المحاربين القدامى |
| عيادة خارجية مجتمعية           | ليسفيل       | عيادة فورت جونسون للمحاربين القدامى                       |
| عيادة خارجية مجتمعية           | مونرو        | عيادة مونرو للمحاربين القدامى                             |
| عيادة خارجية مجتمعية           | ناتشيتوتشس   | عيادة ناتشيتوشيس للمحاربين القدامى                        |
| عيادة خارجية مجتمعية           | احتياطي      | عيادة سانت جون للمحاربين القدامى                          |
| عيادة خارجية مجتمعية           | شريفبورت     | عيادة نايت ستريت للمحاربين القدامى                        |
| عيادة خارجية مجتمعية           | سليديل       | عيادة سليديل للمحاربين القدامى                            |

### مين
| خدمة                           | مدينة       | منشأة                                                         |
| ------------------------------ | ----------- | ------------------------------------------------------------- |
| المركز الطبي للمحاربين القدامى | بويز        | مركز بويز الطبي للمحاربين القدامى                             |
| عيادة خارجية مجتمعية           | كالدويل     | عيادة كالدويل للمحاربين القدامى                               |
| عيادة خارجية مجتمعية           | كور دالين   | عيادة شمال أيداهو كور دي أليني فيرجينيا                       |
| عيادة خارجية مجتمعية           | جرانجفيل    | عيادة غرانجفيل الخارجية التابعة لوزارة شؤون المحاربين القدامى |
| عيادة خارجية مجتمعية           | لوويستون    | عيادة لوويستون للمحاربين القدامى                              |
| عيادة خارجية مجتمعية           | منزل جبلي   | عيادة ماونتن هوم للمحاربين القدامى                            |
| عيادة خارجية مجتمعية           | بوكاتيلو    | عيادة بوكاتيلو للمحاربين القدامى                              |
| عيادة خارجية مجتمعية           | بوندراي     | عيادة ساندبوينت للمحاربين القدامى                             |
| عيادة خارجية مجتمعية           | سمك السلمون | عيادة سالمون للمحاربين القدامى                                |
| عيادة خارجية مجتمعية           | توين فولز   | عيادة توين فولز للمحاربين القدامى                             |

### ماريلاند
| خدمة                           | مدينة         | منشأة                                                   |
| ------------------------------ | ------------- | ------------------------------------------------------- |
| المركز الطبي للمحاربين القدامى | بالتيمور      | مركز بالتيمور الطبي للمحاربين القدامى                   |
| المركز الطبي للمحاربين القدامى | بالتيمور      | مركز لوخ رافين الطبي للمحاربين القدامى                  |
| المركز الطبي للمحاربين القدامى | بيري بوينت    | مركز بيري بوينت الطبي للمحاربين القدامى                 |
| عيادة خارجية مجتمعية           | بالتيمور      | عيادة بالتيمور للمحاربين القدامى                        |
| عيادة خارجية مجتمعية           | كامبريدج      | عيادة كامبريدج للمحاربين القدامى                        |
| عيادة خارجية مجتمعية           | فورت ميد      | عيادة فورت ميد للمحاربين القدامى                        |
| عيادة خارجية مجتمعية           | جلين بيرني    | عيادة جلين بيرني للمحاربين القدامى                      |
| عيادة خارجية مجتمعية           | مدينة بوكوموك | عيادة بوكوموك سيتي للمحاربين القدامى                    |
| عيادة خارجية مجتمعية           | روزديل        | عيادة شؤون المحاربين القدامى في مقاطعة بالتيمور الشرقية |

### ماساتشوستس
| خدمة                           | مدينة        | منشأة                                                            |
| ------------------------------ | ------------ | ---------------------------------------------------------------- |
| المركز الطبي للمحاربين القدامى | بيدفورد      | مستشفى إديث نورس روجرز التذكاري للمحاربين القدامى                |
| المركز الطبي للمحاربين القدامى | بوسطن        | مركز جامايكا بلين الطبي للمحاربين القدامى                        |
| المركز الطبي للمحاربين القدامى | بروكتون      | مركز بروكتون الطبي للمحاربين القدامى                             |
| المركز الطبي للمحاربين القدامى | ليدز         | مركز إدوارد ب. بولاند الطبي التابع لإدارة شؤون المحاربين القدامى |
| المركز الطبي للمحاربين القدامى | ويست روكسبري | مركز ويست روكسبري الطبي للمحاربين القدامى                        |
| عيادة خارجية مجتمعية           | بوسطن        | عيادة كوزواي للمحاربين القدامى                                   |
| عيادة خارجية مجتمعية           | فيتشبورغ     | عيادة فيتشبورغ للمحاربين القدامى                                 |
| عيادة خارجية مجتمعية           | فرامينغهام   | عيادة فرامينغهام للمحاربين القدامى                               |
| عيادة خارجية مجتمعية           | غلوستر       | عيادة غلوستر للمحاربين القدامى                                   |
| عيادة خارجية مجتمعية           | جرينفيلد     | عيادة جرينفيلد للمحاربين القدامى                                 |
| عيادة خارجية مجتمعية           | هافيرهيل     | عيادة هافيرهيل للمحاربين القدامى                                 |
| عيادة خارجية مجتمعية           | هيانيس       | عيادة هيانيس للمحاربين القدامى                                   |
| عيادة خارجية مجتمعية           | لويل         | عيادة لوويل للمحاربين القدامى                                    |
| عيادة خارجية مجتمعية           | لين          | عيادة لين للمحاربين القدامى                                      |
| عيادة خارجية مجتمعية           | نيو بيدفورد  | عيادة نيو بيدفورد للمحاربين القدامى                              |
| عيادة خارجية مجتمعية           | بيتسفيلد     | عيادة بيتسفيلد للمحاربين القدامى                                 |
| عيادة خارجية مجتمعية           | بليموث       | عيادة بليموث للمحاربين القدامى                                   |
| عيادة خارجية مجتمعية           | كوينسي       | عيادة كوينسي للمحاربين القدامى                                   |
| عيادة خارجية مجتمعية           | سبرينغفيلد   | عيادة سبرينغفيلد للمحاربين القدامى                               |
| عيادة خارجية مجتمعية           | ووستر        | عيادة بلانتيشن ستريت للمحاربين القدامى                           |
| عيادة خارجية مجتمعية           | ووستر        | عيادة ووستر للمحاربين القدامى                                    |

### ميشيغان
| خدمة                           | مدينة          | منشأة                                                           |
| ------------------------------ | -------------- | --------------------------------------------------------------- |
| المركز الطبي للمحاربين القدامى | آن أربور       | مركز المقدم تشارلز س. كيتلز الطبي للمحاربين القدامى             |
| المركز الطبي للمحاربين القدامى | باتل كريك      | مركز باتل كريك الطبي للمحاربين القدامى                          |
| المركز الطبي للمحاربين القدامى | ديترويت        | مركز جون د. دينجيل الطبي للمحاربين القدامى                      |
| المركز الطبي للمحاربين القدامى | جبل الحديد     | مركز أوسكار جي جونسون الطبي للمحاربين القدامى                   |
| المركز الطبي للمحاربين القدامى | ساجينو         | مركز Aleda E. Lutz VA الطبي                                     |
| العيادة الخارجية               | وايومنغ        | عيادة وايومنغ للمحاربين القدامى                                 |
| عيادة خارجية مجتمعية           | ألبينا         | المقدم كليمنت سي. فان واجونر عيادة وزارة شؤون المحاربين القدامى |
| عيادة خارجية مجتمعية           | فأس سيء        | عيادة باد آكس للمحاربين القدامى                                 |
| عيادة خارجية مجتمعية           | بنتون هاربور   | عيادة بنتون هاربور للمحاربين القدامى                            |
| عيادة خارجية مجتمعية           | كاديلاك        | عيادة كاديلاك للمحاربين القدامى                                 |
| عيادة خارجية مجتمعية           | كلير           | عيادة كلير للمحاربين القدامى                                    |
| عيادة خارجية مجتمعية           | الصوان         | عيادة فلينت للمحاربين القدامى                                   |
| عيادة خارجية مجتمعية           | جايلورد        | عيادة جايلورد للمحاربين القدامى                                 |
| عيادة خارجية مجتمعية           | سمك جرايلينج   | عيادة جرايلينج للمحاربين القدامى                                |
| عيادة خارجية مجتمعية           | هانكوك         | عيادة هانكوك للمحاربين القدامى                                  |
| عيادة خارجية مجتمعية           | خشب الحديد     | عيادة آيرونوود للمحاربين القدامى                                |
| عيادة خارجية مجتمعية           | لانسينغ        | عيادة لانسينغ ساوث فيرجينيا                                     |
| عيادة خارجية مجتمعية           | مدينة ماكيناو  | عيادة مقاطعة تشيبويجان لشؤون المحاربين القدامى                  |
| عيادة خارجية مجتمعية           | مانستيك        | عيادة مانستيك للمحاربين القدامى                                 |
| عيادة خارجية مجتمعية           | مينوميني       | عيادة مينوميني للمحاربين القدامى                                |
| عيادة خارجية مجتمعية           | مركز ميشيغان   | عيادة جاكسون للمحاربين القدامى                                  |
| عيادة خارجية مجتمعية           | مسكيجون        | عيادة مسكيجون للمحاربين القدامى                                 |
| عيادة خارجية مجتمعية           | أوسكودا        | عيادة أوسكودا للمحاربين القدامى                                 |
| عيادة خارجية مجتمعية           | بونتياك        | عيادة بونتياك للمحاربين القدامى                                 |
| عيادة خارجية مجتمعية           | ساجينو         | عيادة ساجينو للمحاربين القدامى                                  |
| عيادة خارجية مجتمعية           | سولت سانت ماري | عيادة سولت سانت ماري للمحاربين القدامى                          |
| عيادة خارجية مجتمعية           | ترافيرس سيتي   | عيادة العقيد ديماس تي. كرو لشؤون المحاربين القدامى              |
| عيادة خارجية مجتمعية           | جامعة ييل      | عيادة ييل للمحاربين القدامى                                     |

### مينيسوتا
| خدمة                           | مدينة         | منشأة                                                                  |
| ------------------------------ | ------------- | ---------------------------------------------------------------------- |
| المركز الطبي للمحاربين القدامى | مينيابوليس    | نظام الرعاية الصحية للمحاربين القدامى في مينيابوليس                    |
| المركز الطبي للمحاربين القدامى | سانت كلاود    | نظام الرعاية الصحية التابع لوزارة شؤون المحاربين القدامى في سانت كلاود |
| عيادة خارجية مجتمعية           | ألبرت ليا     | عيادة ألبرت ليا للمحاربين القدامى                                      |
| عيادة خارجية مجتمعية           | الكسندرا      | عيادة ماكس جيه بيلكي الخارجية التابعة لإدارة شؤون المحاربين القدامى    |
| عيادة خارجية مجتمعية           | بيميدجي       | عيادة بيميدجي للمحاربين القدامى                                        |
| عيادة خارجية مجتمعية           | برينرد        | عيادة برينرد للمحاربين القدامى                                         |
| عيادة خارجية مجتمعية           | إيلي          | عيادة إيلي للمحاربين القدامى                                           |
| عيادة خارجية مجتمعية           | شلالات فيرغوس | عيادة فيرجوس فولز للمحاربين القدامى                                    |
| عيادة خارجية مجتمعية           | هيبينج        | عيادة هيبينج للمحاربين القدامى                                         |
| عيادة خارجية مجتمعية           | مانكاتو       | لايل سي بيرسون CBOC                                                    |
| عيادة خارجية مجتمعية           | خشب القيقب    | عيادة مابلوود للمحاربين القدامى                                        |
| عيادة خارجية مجتمعية           | مينيابوليس    | عيادة مينيابوليس للمحاربين القدامى                                     |
| عيادة خارجية مجتمعية           | مونتيفيديو    | عيادة مونتيفيديو للمحاربين القدامى                                     |
| عيادة خارجية مجتمعية           | رامزي         | عيادة شمال غرب مترو لشؤون المحاربين القدامى                            |
| عيادة خارجية مجتمعية           | بحيرة رايس    | عيادة رايس ليك للمحاربين القدامى                                       |
| عيادة خارجية مجتمعية           | روتشستر       | عيادة روتشستر للمحاربين القدامى                                        |
| عيادة خارجية مجتمعية           | شاكوبي        | عيادة شاكوبي للمحاربين القدامى                                         |
| عيادة خارجية مجتمعية           | سانت جيمس     | عيادة سانت جيمس للمحاربين القدامى                                      |

### ميسيسيبي
| خدمة                           | مدينة    | منشأة                              |
| ------------------------------ | -------- | ---------------------------------- |
| المركز الطبي للمحاربين القدامى | أوغوستا  | مركز توغوس الطبي للمحاربين القدامى |
| عيادة خارجية مجتمعية           | بانجور   | عيادة بانجور للمحاربين القدامى     |
| عيادة خارجية مجتمعية           | بينغهام  | نقطة وصول بينغهام                  |
| عيادة خارجية مجتمعية           | كاليه    | عيادة كاليه للمحاربين القدامى      |
| عيادة خارجية مجتمعية           | الكاريبو | عيادة كاريبو للمحاربين القدامى     |
| عيادة خارجية مجتمعية           | حصن كينت | عيادة فورت كينت للمحاربين القدامى  |
| عيادة خارجية مجتمعية           | هولتون   | عيادة هولتون للمحاربين القدامى     |
| عيادة خارجية مجتمعية           | لوويستون | عيادة لوويستون للمحاربين القدامى   |
| عيادة خارجية مجتمعية           | لينكولن  | عيادة لينكولن للمحاربين القدامى    |
| عيادة خارجية مجتمعية           | بورتلاند | عيادة بورتلاند للمحاربين القدامى   |
| عيادة خارجية مجتمعية           | رومفورد  | عيادة رومفورد للمحاربين القدامى    |
| عيادة خارجية مجتمعية           | ساكو     | عيادة ساكو للمحاربين القدامى       |

### ميسوري
| خدمة                           | مدينة             | منشأة                                                  |
| ------------------------------ | ----------------- | ------------------------------------------------------ |
| المركز الطبي للمحاربين القدامى | كولومبيا          | مستشفى هاري إس ترومان التذكاري للمحاربين القدامى       |
| المركز الطبي للمحاربين القدامى | بوبلار بلاف       | مركز جون جيه بيرشينج الطبي للمحاربين القدامى           |
| المركز الطبي للمحاربين القدامى | مدينة كانساس سيتي | مركز كانساس سيتي الطبي للمحاربين القدامى               |
| المركز الطبي للمحاربين القدامى | سانت لويس         | مستشفى جون جيه كوكران للمحاربين القدامى                |
| المركز الطبي للمحاربين القدامى | سانت لويس         | مركز سانت لويس الطبي للمحاربين القدامى - ثكنات جيفرسون |
| العيادة الخارجية               | سبرينغفيلد        | عيادة جين تايلور الخارجية للمحاربين القدامى            |
| عيادة خارجية مجتمعية           | بيلتون            | عيادة بيلتون للمحاربين القدامى                         |
| عيادة خارجية مجتمعية           | برانسون           | عيادة برانسون للمحاربين القدامى                        |
| عيادة خارجية مجتمعية           | كامدنتون          | عيادة كامدنتون للمحاربين القدامى                       |
| عيادة خارجية مجتمعية           | كاميرون           | عيادة كاميرون للمحاربين القدامى                        |
| عيادة خارجية مجتمعية           | كيب جيراردو       | عيادة كيب جيراردو للمحاربين القدامى                    |
| عيادة خارجية مجتمعية           | ينابيع إكسلسيور   | عيادة إكسلسيور سبرينغز للمحاربين القدامى               |
| عيادة خارجية مجتمعية           | فارمنجتون         | عيادة فارمنجتون للمحاربين القدامى                      |
| عيادة خارجية مجتمعية           | فلوريسانت         | عيادة قدامى المحاربين في مقاطعة سانت لويس              |
| عيادة خارجية مجتمعية           | مدينة جيفرسون     | عيادة جيفرسون سيتي للمحاربين القدامى                   |
| عيادة خارجية مجتمعية           | مدينة كانساس سيتي | عيادة الشرف للمحاربين القدامى                          |
| عيادة خارجية مجتمعية           | مدينة كانساس سيتي | الوحدة الطبية المتنقلة                                 |
| عيادة خارجية مجتمعية           | كيركسفيل          | عيادة كيركسفيل للمحاربين القدامى                       |
| عيادة خارجية مجتمعية           | المكسيك           | عيادة شؤون المحاربين القدامى في المكسيك                |
| عيادة خارجية مجتمعية           | نيفادا            | عيادة نيفادا للمحاربين القدامى                         |
| عيادة خارجية مجتمعية           | أوفالون           | عيادة مقاطعة سانت تشارلز للمحاربين القدامى             |
| عيادة خارجية مجتمعية           | شاطئ أوساج        | عيادة بحيرة أوزاركس للمحاربين القدامى                  |
| عيادة خارجية مجتمعية           | مدينة بلات        | عيادة بلات سيتي للمحاربين القدامى                      |
| عيادة خارجية مجتمعية           | سيداليا           | عيادة سيداليا للمحاربين القدامى                        |
| عيادة خارجية مجتمعية           | سيكيستون          | عيادة سيكيستون للمحاربين القدامى                       |
| عيادة خارجية مجتمعية           | سانت جيمس         | عيادة سانت جيمس للمحاربين القدامى                      |
| عيادة خارجية مجتمعية           | القديس يوسف       | عيادة سانت جوزيف للمحاربين القدامى                     |
| عيادة خارجية مجتمعية           | سانت لويس         | عيادة مانشستر أفينيو للمحاربين القدامى                 |
| عيادة خارجية مجتمعية           | سانت لويس         | عيادة أوليف ستريت للمحاربين القدامى                    |
| عيادة خارجية مجتمعية           | سانت لويس         | عيادة واشنطن أفينيو للمحاربين القدامى                  |
| عيادة خارجية مجتمعية           | وارينسبورغ        | عيادة وارينسبورغ للمحاربين القدامى                     |
| عيادة خارجية مجتمعية           | واشنطن            | عيادة مقاطعة فرانكلين للمحاربين القدامى                |
| عيادة خارجية مجتمعية           | واينسفيل          | عيادة فورت ليونارد وود للمحاربين القدامى               |
| عيادة خارجية مجتمعية           | السهول الغربية    | عيادة ويست بلينز للمحاربين القدامى                     |

### مونتانا
| خدمة                           | مدينة            | منشأة                                                                  |
| ------------------------------ | ---------------- | ---------------------------------------------------------------------- |
| المركز الطبي للمحاربين القدامى | حصن هاريسون      | مركز فورت هاريسون الطبي التابع لوزارة شؤون المحاربين القدامى           |
| العيادة الخارجية               | بيلينغز          | عيادة بنيامين تشارلز ستيل للمحاربين القدامى                            |
| عيادة خارجية مجتمعية           | أناكوندا         | عيادة أناكوندا للمحاربين القدامى                                       |
| عيادة خارجية مجتمعية           | بيلينغز          | عيادة الدكتور جوزيف ميديسن كرو للمحاربين القدامى                       |
| عيادة خارجية مجتمعية           | بوزمان           | عيادة بوزيمان للمحاربين القدامى                                        |
| عيادة خارجية مجتمعية           | كت بانك          | عيادة كت بانك لشؤون المحاربين القدامى                                  |
| عيادة خارجية مجتمعية           | غلاسكو           | عيادة غلاسكو للمحاربين القدامى                                         |
| عيادة خارجية مجتمعية           | جلينديف          | عيادة جلينديف للمحاربين القدامى                                        |
| عيادة خارجية مجتمعية           | الشلالات العظيمة | عيادة غريت فولز للمحاربين القدامى                                      |
| عيادة خارجية مجتمعية           | هاميلتون         | عيادة هاميلتون للمحاربين القدامى                                       |
| عيادة خارجية مجتمعية           | هافر             | عيادة ميريل لوندمان الخارجية التابعة لإدارة شؤون المحاربين القدامى     |
| عيادة خارجية مجتمعية           | كاليسبيل         | عيادة كاليسبيل للمحاربين القدامى                                       |
| عيادة خارجية مجتمعية           | ليبي             | عيادة ليبي للمحاربين القدامى                                           |
| عيادة خارجية مجتمعية           | لويستاون         | عيادة لويستاون للمحاربين القدامى                                       |
| عيادة خارجية مجتمعية           | مايلز سيتي       | مركز مايلز سيتي للمعيشة المجتمعية التابع لوزارة شؤون المحاربين القدامى |
| عيادة خارجية مجتمعية           | ميسولا           | عيادة ديفيد جيه تاتشر للمحاربين القدامى                                |
| عيادة خارجية مجتمعية           | بلنتيوود         | عيادة بلنتيوود للمحاربين القدامى                                       |

### نبراسكا
| خدمة                           | مدينة       | منشأة |
| ------------------------------ | ----------- | --- |
| المركز الطبي للمحاربين القدامى | جزيرة جراند | مركز جراند آيلاند الطبي للمحاربين القدامى                                                                                            |
| المركز الطبي للمحاربين القدامى | أوماها      | نظام الرعاية الصحية التابع لوزارة شؤون المحاربين القدامى في نبراسكا وغرب آيوا - المركز الطبي لوزارة شؤون المحاربين القدامى في أوماها |
| العيادة الخارجية               | لينكولن     | عيادة لينكولن للمحاربين القدامى |
| عيادة خارجية مجتمعية           | بيلفيو      | عيادة بيلفيو للمحاربين القدامى |
| عيادة خارجية مجتمعية           | جوردون      | عيادة جوردون للمحاربين القدامى |
| عيادة خارجية مجتمعية           | هولدريج     | عيادة هولدريج للمحاربين القدامى |
| عيادة خارجية مجتمعية           | نورفولك     | عيادة نورفولك للمحاربين القدامى |
| عيادة خارجية مجتمعية           | نورث بلات   | عيادة نورث بلات للمحاربين القدامى |
| عيادة خارجية مجتمعية           | أونيل       | أونيل، سي بي أو سي |
| عيادة خارجية مجتمعية           | سكوتسبلاف   | عيادة سكوتسبلاف للمحاربين القدامى |
| عيادة خارجية مجتمعية           | سيدني       | عيادة سيدني للمحاربين القدامى |

### نيفادا
| خدمة                                                           | مدينة             | منشأة                                                    |
| -------------------------------------------------------------- | ----------------- | -------------------------------------------------------- |
| المركز الطبي للمحاربين القدامى                                 | شمال لاس فيغاس    | مركز شمال لاس فيغاس الطبي للمحاربين القدامى              |
| المركز الطبي للمحاربين القدامى                                 | رينو              | المركز الطبي لإدارة المحاربين القدامى إيوانيس أ. لوغاريس |
| المركز الطبي التابع لوزارة شؤون المحاربين القدامى/وزارة الدفاع | قاعدة نيلس الجوية | مستشفى مايك أوكالاغان الفيدرالي                          |
| العيادة الخارجية                                               | هندرسون           | عيادة جنوب شرق لاس فيغاس للمحاربين القدامى               |
| العيادة الخارجية                                               | لاس فيغاس         | عيادة شمال شرق لاس فيغاس للمحاربين القدامى               |
| العيادة الخارجية                                               | لاس فيغاس         | عيادة شمال غرب لاس فيغاس للمحاربين القدامى               |
| العيادة الخارجية                                               | لاس فيغاس         | عيادة جنوب غرب لاس فيغاس للمحاربين القدامى               |
| عيادة خارجية مجتمعية                                           | إلكو              | عيادة إلكو للمحاربين القدامى                             |
| عيادة خارجية مجتمعية                                           | فالون             | عيادة لاهونتان فالي للمحاربين القدامى                    |
| عيادة خارجية مجتمعية                                           | غاردنرفيل         | عيادة كارسون فالي للمحاربين القدامى                      |
| عيادة خارجية مجتمعية                                           | لافلين            | رئيس ضباط الصف جيسي دين عيادة قدامى المحاربين            |
| عيادة خارجية مجتمعية                                           | باهرومب           | عيادة باهرومب للمحاربين القدامى                          |
| عيادة خارجية مجتمعية                                           | رينو              | عيادة كابيتول هيل للمحاربين القدامى                      |
| عيادة خارجية مجتمعية                                           | رينو              | عيادة كيتزكي للمحاربين القدامى                           |
| عيادة خارجية مجتمعية                                           | رينو              | عيادة شمال رينو للمحاربين القدامى                        |
| عيادة خارجية مجتمعية                                           | رينو              | عيادة رينو الشرقية لشؤون المحاربين القدامى               |
| عيادة خارجية مجتمعية                                           | رينو              | عيادة فرجينيا ستريت للمحاربين القدامى                    |
| عيادة خارجية مجتمعية                                           | وينيموكا          | عيادة وينيموكا للمحاربين القدامى                         |

### نيو هامبشاير
| خدمة                           | مدينة                         | منشأة                                |
| ------------------------------ | ----------------------------- | ------------------------------------ |
| المركز الطبي للمحاربين القدامى | مانشستر                       | مركز مانشستر الطبي للمحاربين القدامى |
| عيادة خارجية مجتمعية           | كونواي                        | عيادة كونواي للمحاربين القدامى       |
| عيادة خارجية مجتمعية           | كين                           | عيادة كين للمحاربين القدامى          |
| عيادة خارجية مجتمعية           | ليتلتون                       | عيادة ليتلتون للمحاربين القدامى      |
| عيادة خارجية مجتمعية           | قاعدة بيز الجوية للحرس الوطني | عيادة بورتسموث للمحاربين القدامى     |
| عيادة خارجية مجتمعية           | سومرسورث                      | عيادة سومرزورث للمحاربين القدامى     |
| عيادة خارجية مجتمعية           | تيلتون                        | عيادة تيلتون للمحاربين القدامى       |

### نيوجيرسي
| خدمة                           | مدينة         | منشأة                                           |
| ------------------------------ | ------------- | ----------------------------------------------- |
| المركز الطبي للمحاربين القدامى | شرق أورانج    | مركز إيست أورانج الطبي للمحاربين القدامى        |
| المركز الطبي للمحاربين القدامى | ليونز         | مركز ليونز الطبي للمحاربين القدامى              |
| العيادة الخارجية               | الطوب         | عيادة جيمس جيه هوارد للمحاربين القدامى الخارجية |
| عيادة خارجية مجتمعية           | كامدن         | عيادة كامدن للمحاربين القدامى                   |
| عيادة خارجية مجتمعية           | كيب ماي       | عيادة مقاطعة كيب ماي لشؤون المحاربين القدامى    |
| عيادة خارجية مجتمعية           | إليزابيث      | عيادة إليزابيث للمحاربين القدامى                |
| عيادة خارجية مجتمعية           | هاكنساك       | عيادة هاكنساك للمحاربين القدامى                 |
| عيادة خارجية مجتمعية           | هاميلتون      | عيادة هاميلتون للمحاربين القدامى                |
| عيادة خارجية مجتمعية           | جيرسي سيتي    | عيادة جيرسي سيتي لشؤون المحاربين القدامى        |
| عيادة خارجية مجتمعية           | موريس تاون    | عيادة موريس تاون للمحاربين القدامى              |
| عيادة خارجية مجتمعية           | مارلتون       | عيادة مقاطعة برلنغتون لشؤون المحاربين القدامى   |
| عيادة خارجية مجتمعية           | موريس تاون    | عيادة موريس تاون للمحاربين القدامى              |
| عيادة خارجية مجتمعية           | نورثفيلد      | عيادة شؤون المحاربين القدامى في مقاطعة أتلانتيك |
| عيادة خارجية مجتمعية           | باترسون       | عيادة باترسون للمحاربين القدامى                 |
| عيادة خارجية مجتمعية           | بيسكاتاواي    | عيادة بيسكاتاواي للمحاربين القدامى              |
| عيادة خارجية مجتمعية           | سيويل         | عيادة قدامى المحاربين في مقاطعة غلوستر          |
| عيادة خارجية مجتمعية           | شلالات تينتون | عيادة تينتون فولز للمحاربين القدامى             |
| عيادة خارجية مجتمعية           | فينلاند       | عيادة مقاطعة كمبرلاند لشؤون المحاربين القدامى   |

### نيو مكسيكو
| خدمة                           | مدينة               | منشأة |
| ------------------------------ | ------------------- | --- |
| المركز الطبي للمحاربين القدامى | ألباكركي            | نظام الرعاية الصحية التابع لوزارة شؤون المحاربين القدامى في نيو مكسيكو - المركز الطبي ريموند جي. مورفي التابع لوزارة شؤون المحاربين القدامى |
| عيادة خارجية مجتمعية           | ألاموغوردو          | عيادة ألاموجوردو للمحاربين القدامى |
| عيادة خارجية مجتمعية           | أرتيسيا             | عيادة أرتيسيا للمحاربين القدامى |
| عيادة خارجية مجتمعية           | كلوفيس              | عيادة كلوفيس للمحاربين القدامى |
| عيادة خارجية مجتمعية           | إسبانيولا           | عيادة إسبانيولا للمحاربين القدامى |
| عيادة خارجية مجتمعية           | فارمنجتون           | عيادة فارمنجتون للمحاربين القدامى |
| عيادة خارجية مجتمعية           | غالوب               | عيادة غالوب للمحاربين القدامى |
| عيادة خارجية مجتمعية           | هوبز                | عيادة هوبز للمحاربين القدامى |
| عيادة خارجية مجتمعية           | لاس كروسيس          | عيادة لاس كروسيس للمحاربين القدامى |
| عيادة خارجية مجتمعية           | لاس فيغاس           | عيادة لاس فيغاس للمحاربين القدامى |
| عيادة خارجية مجتمعية           | راتون               | عيادة راتون للمحاربين القدامى |
| عيادة خارجية مجتمعية           | ريو رانشو           | عيادة شمال غرب مترو لشؤون المحاربين القدامى                                                                                                 |
| عيادة خارجية مجتمعية           | سانتا في            | عيادة سانتا في للمحاربين القدامى |
| عيادة خارجية مجتمعية           | مدينة سيلفر         | عيادة سيلفر سيتي للمحاربين القدامى |
| عيادة خارجية مجتمعية           | تاوس                | عيادة تاوس للمحاربين القدامى |
| عيادة خارجية مجتمعية           | الحقيقة أم العواقب؟ | عيادة الحقيقة أم العواقب؟ |

### نيويورك
| الخدمات                     | المدينة         | مرفق                                                              |
| --------------------------- | --------------- | ----------------------------------------------------------------- |
| مركز فيرجينيا الطبي         | ألباني          | صموئيل س. ستراتون مركز ألباني فيرجينيا الطبي                      |
| مركز فيرجينيا الطبي         | باتافيا         | مركز باتافيا الطبي                                                |
| مركز فيرجينيا الطبي         | حمام            | مركز باث فيرجينيا الطبي                                           |
| مركز فيرجينيا الطبي         | برونكس          | مركز جيمس جيه بيترز الطبي                                         |
| مركز فيرجينيا الطبي         | بروكلين         | مركز بروكلين فيرجينيا الطبي                                       |
| مركز فيرجينيا الطبي         | بوفالو          | مركز بوفالو الطبي                                                 |
| مركز فيرجينيا الطبي         | كاناندايغوا     | مركز كاناندايغوا الطبي                                            |
| مركز فيرجينيا الطبي         | مانهاتن         | حرم مارجريت كوكران كوربن فرجينيا                                  |
| مركز فيرجينيا الطبي         | مونتروز         | مستشفى فرانكلين ديلانو روزفلت                                     |
| مركز فيرجينيا الطبي         | نورثبورت        | مركز نورثبورت فيرجينيا الطبي                                      |
| مركز فيرجينيا الطبي         | سيراكيوز        | مركز سيراكيوز الطبي                                               |
| مركز فيرجينيا الطبي         | شلالات وابينجرز | مركز كاسل بوينت الطبي                                             |
| المنزل                      | جامايكا         | مركز سانت ألبانز المجتمعي للمعيشة                                 |
| العيادات الخارجية           | روتشستر         | عيادة روتشستر كالكينز فيرجينيا                                    |
| العيادات الخارجية المجتمعية | أوبورن          | عيادة أوبورن فيرجينيا                                             |
| العيادات الخارجية المجتمعية | بينبريدج        | عيادة بينبريدج فيرجينيا                                           |
| العيادات الخارجية المجتمعية | باي شور         | عيادة باي شور فيرجينيا                                            |
| العيادات الخارجية المجتمعية | بينغهامتون      | عيادة بينغهامتون فيرجينيا                                         |
| العيادات الخارجية المجتمعية | بوفالو          | عيادة بافالو فيرجينيا                                             |
| العيادات الخارجية المجتمعية | الكرمل          | عيادة كارمل فيرجينيا                                              |
| العيادات الخارجية المجتمعية | كاتسكيل         | عيادة كاتسكيل فيرجينيا                                            |
| العيادات الخارجية المجتمعية | كليفتون بارك    | كليفتون بارك فيرجينيا كلينيك                                      |
| العيادات الخارجية المجتمعية | كورتلاند        | العيادات الخارجية                                                 |
| العيادات الخارجية المجتمعية | دونكيرك         | عيادة دونكيرك فيرجينيا                                            |
| العيادات الخارجية المجتمعية | المرج الشرقي    | عيادة إيست ميدو فيرجينيا                                          |
| العيادات الخارجية المجتمعية | الميرة          | عيادة الميرا فرجينيا                                              |
| العيادات الخارجية المجتمعية | فوندا           | عيادة فوندا فا                                                    |
| العيادات الخارجية المجتمعية | فريفيل          | عيادة مقاطعة تومبكينز فيرجينيا                                    |
| العيادات الخارجية المجتمعية | غلينز فولز      | عيادة غلينز فولز فيرجينيا                                         |
| العيادات الخارجية المجتمعية | جاسان           | عيادة جاسان فا                                                    |
| العيادات الخارجية المجتمعية | جيمستاون        | عيادة جيمستاون فيرجينيا                                           |
| العيادات الخارجية المجتمعية | كينغستون        | عيادة كينغستون فيرجينيا                                           |
| العيادات الخارجية المجتمعية | لاكاوانا        | عيادة لاكاوانا فيرجينيا                                           |
| العيادات الخارجية المجتمعية | لوكبورت         | عيادة لوكبورت فيرجينيا                                            |
| العيادات الخارجية المجتمعية | ماسينا          | عيادة ماسينا فيرجينيا                                             |
| العيادات الخارجية المجتمعية | مونتايسلو       | عيادة مونتايسلو فيرجينيا                                          |
| العيادات الخارجية المجتمعية | نيويورك         | عيادة هارلم فيرجينيا                                              |
| العيادات الخارجية المجتمعية | شلالات نياغارا  | عيادة شلالات نياجرا فيرجينيا                                      |
| العيادات الخارجية المجتمعية | أوليان          | عيادة أوليان فا                                                   |
| العيادات الخارجية المجتمعية | أوسويغو         | عيادة أوسويغو فيرجينيا                                            |
| العيادات الخارجية المجتمعية | باتشوغ          | عيادة باتشوغ فيرجينيا                                             |
| العيادات الخارجية المجتمعية | سهول الصنوبر    | عيادة دوتشيس الشرقية                                              |
| العيادات الخارجية المجتمعية | بلاتسبرج        | عيادة بلاتسبرج فيرجينيا                                           |
| العيادات الخارجية المجتمعية | بورت جيرفيس     | عيادة بورت جيرفيس فيرجينيا                                        |
| العيادات الخارجية المجتمعية | بوكيبسي         | عيادة بوكيبسي فيرجينيا                                            |
| العيادات الخارجية المجتمعية | ريفرهيد         | عيادة ريفرهيد فيرجينيا                                            |
| العيادات الخارجية المجتمعية | روتشستر         | عيادة روتشستر ويستفول فيرجينيا                                    |
| العيادات الخارجية المجتمعية | روما            | عيادة دونالد جيه ميتشل الخارجية لقسم شؤون المحاربين القدامى       |
| العيادات الخارجية المجتمعية | بحيرة ساراناك   | عيادة ساراناك ليك فيرجينيا                                        |
| العيادات الخارجية المجتمعية | شنيكتادي        | عيادة شنيكتادي فرجينيا                                            |
| العيادات الخارجية المجتمعية | جزيرة ستاتن     | عيادة ستاتن آيلاند المجتمعية                                      |
| العيادات الخارجية المجتمعية | سبرينغفيل       | عيادة سبرينغفيل فيرجينيا                                          |
| العيادات الخارجية المجتمعية | سانيسايد        | توماس ب. نونان جونيور قسم شؤون المحاربين القدامى العيادة الخارجية |
| العيادات الخارجية المجتمعية | تروي            | عيادة تروي فا                                                     |
| العيادات الخارجية المجتمعية | وادي ستريم      | عيادة وادي ستريم فيرجينيا                                         |
| العيادات الخارجية المجتمعية | ووترتاون        | عيادة ووترتاون فيرجينيا                                           |
| العيادات الخارجية المجتمعية | ووترتاون        | ووترتاون 2 فيرجينيا كلينيك كاني                                   |
| العيادات الخارجية المجتمعية | ويلسفيل         | عيادة ويلزفيل فيرجينيا                                            |
| العيادات الخارجية المجتمعية | ويستبورت        | عيادة ويستبورت فيرجينيا                                           |
| العيادات الخارجية المجتمعية | غرب سينيكا      | عيادة ويست سينيكا فيرجينيا                                        |
| العيادات الخارجية المجتمعية | وايت بلينز      | عيادة وايت بلينز فيرجينيا                                         |
| العيادات الخارجية المجتمعية | يونكرز          | عيادة يونكرز فيرجينيا                                             |

### كارولينا الشمالية
| خدمة                           | مدينة         | منشأة                                                       |
| ------------------------------ | ------------- | ----------------------------------------------------------- |
| المركز الطبي للمحاربين القدامى | أشفيل         | مركز تشارلز جورج الطبي التابع لوزارة شؤون المحاربين القدامى |
| المركز الطبي للمحاربين القدامى | دورهام        | مركز دورهام الطبي للمحاربين القدامى                         |
| المركز الطبي للمحاربين القدامى | فاييتفيل      | مركز فاييتفيل الطبي التابع لوزارة شؤون المحاربين القدامى    |
| المركز الطبي للمحاربين القدامى | سالزبوري      | مركز دبليو جي "بيل" هيفنر الطبي لشؤون المحاربين القدامى     |
| العيادة الخارجية               | شارلوت        | عيادة جنوب شارلوت للمحاربين القدامى                         |
| العيادة الخارجية               | فاييتفيل      | عيادة مقاطعة كمبرلاند لشؤون المحاربين القدامى               |
| العيادة الخارجية               | جرينفيل       | عيادة جرينفيل للمحاربين القدامى                             |
| العيادة الخارجية               | كيرنرزفيل     | عيادة كيرنرزفيل للمحاربين القدامى                           |
| العيادة الخارجية               | رالي          | عيادة إعادة تأهيل المكفوفين الخارجية (BROC)                 |
| عيادة خارجية مجتمعية           | شارلوت        | عيادة شمال شارلوت للمحاربين القدامى                         |
| عيادة خارجية مجتمعية           | دورهام        | عيادة هيلانديل رود للمحاربين القدامى                        |
| عيادة خارجية مجتمعية           | إليزابيث سيتي | عيادة ألبمارل للمحاربين القدامى                             |
| عيادة خارجية مجتمعية           | فاييتفيل      | عيادة رايفورد رود للمحاربين القدامى                         |
| عيادة خارجية مجتمعية           | فاييتفيل      | عيادة روبسون ستريت للمحاربين القدامى                        |
| عيادة خارجية مجتمعية           | فرانكلين      | عيادة فرانكلين للمحاربين القدامى                            |
| عيادة خارجية مجتمعية           | جولدسبورو     | عيادة جولدسبورو للمحاربين القدامى                           |
| عيادة خارجية مجتمعية           | جولدسبورو     | عيادة قدامى المحاربين في قاعدة جونسون الجوية                |
| عيادة خارجية مجتمعية           | قرية          | عيادة هاملت للمحاربين القدامى                               |
| عيادة خارجية مجتمعية           | جوز           | عيادة هيكوري للمحاربين القدامى                              |
| عيادة خارجية مجتمعية           | جاكسونفيل     | عيادة جاكسونفيل للمحاربين القدامى                           |
| عيادة خارجية مجتمعية           | مدينة مورهد   | عيادة مورهد سيتي للمحاربين القدامى                          |
| عيادة خارجية مجتمعية           | بيمبروك       | عيادة قدامى المحاربين في مقاطعة روبسون                      |
| عيادة خارجية مجتمعية           | رالي          | عيادة براير كريك للمحاربين القدامى                          |
| عيادة خارجية مجتمعية           | رالي          | عيادة رالي للمحاربين القدامى                                |
| عيادة خارجية مجتمعية           | رالي          | عيادة مقاطعة ويك للمحاربين القدامى                          |
| عيادة خارجية مجتمعية           | رالي          | عيادة رالي 3 للمحاربين القدامى                              |
| عيادة خارجية مجتمعية           | رذرفوردتون    | عيادة مقاطعة روثرفورد للمحاربين القدامى                     |
| عيادة خارجية مجتمعية           | سانفورد       | عيادة لي كاونتي للمحاربين القدامى                           |
| عيادة خارجية مجتمعية           | إمداد         | عيادة مقاطعة برونزويك لشؤون المحاربين القدامى               |
| عيادة خارجية مجتمعية           | ويلمنجتون     | عيادة ويلمنجتون للمحاربين القدامى                           |

### داكوتا الشمالية
| خدمة                           | مدينة          | منشأة                               |
| ------------------------------ | -------------- | ----------------------------------- |
| المركز الطبي للمحاربين القدامى | فارغو          | نظام الرعاية الصحية في فارغو        |
| عيادة خارجية مجتمعية           | بسمارك         | عيادة بسمارك للمحاربين القدامى      |
| عيادة خارجية مجتمعية           | بحيرة الشياطين | عيادة ديفلز ليك للمحاربين القدامى   |
| عيادة خارجية مجتمعية           | ديكنسون        | عيادة ديكنسون للمحاربين القدامى     |
| عيادة خارجية مجتمعية           | فارغو          | عيادة نورث فارغو للمحاربين القدامى  |
| عيادة خارجية مجتمعية           | جرافتون        | عيادة جرافتون للمحاربين القدامى     |
| عيادة خارجية مجتمعية           | غراند فوركس    | عيادة غراند فوركس للمحاربين القدامى |
| عيادة خارجية مجتمعية           | جيمستاون       | عيادة جيمستاون للمحاربين القدامى    |
| عيادة خارجية مجتمعية           | مينوت          | عيادة مينوت للمحاربين القدامى       |
| عيادة خارجية مجتمعية           | ويليستون       | عيادة ويليستون للمحاربين القدامى    |

### أوكلاهوما
| خدمة                           | مدينة           | منشأة |
| ------------------------------ | --------------- | --- |
| المركز الطبي للمحاربين القدامى | مسكوكي          | نظام الرعاية الصحية التابع لوزارة شؤون المحاربين القدامى في شرق أوكلاهوما - المركز الطبي جاك سي. مونتغمري التابع لوزارة شؤون المحاربين القدامى |
| المركز الطبي للمحاربين القدامى | مدينة أوكلاهوما | مركز أوكلاهوما سيتي الطبي للمحاربين القدامى |
| العيادة الخارجية               | تولسا           | عيادة إرنست تشايلدرز الخارجية |
| عيادة خارجية مجتمعية           | آدا             | عيادة آدا للمحاربين القدامى |
| عيادة خارجية مجتمعية           | ألتوس           | عيادة ألتوس للمحاربين القدامى |
| عيادة خارجية مجتمعية           | أدمور           | عيادة أردمور للمحاربين القدامى |
| عيادة خارجية مجتمعية           | بلاكويل         | عيادة بلاكويل للمحاربين القدامى |
| عيادة خارجية مجتمعية           | فورت سيل        | عيادة لوتون للمحاربين القدامى |
| عيادة خارجية مجتمعية           | إيدابيل         | عيادة مقاطعة ماكورتين لشؤون المحاربين القدامى                                                                                                  |
| عيادة خارجية مجتمعية           | جاي             | عيادة جاي للمحاربين القدامى |
| عيادة خارجية مجتمعية           | مسكوكي          | عيادة مسكوكي الشرقية لشؤون المحاربين القدامى                                                                                                   |
| عيادة خارجية مجتمعية           | مدينة أوكلاهوما | عيادة قدامى المحاربين في شارع الرابع عشر |
| عيادة خارجية مجتمعية           | مدينة أوكلاهوما | عيادة نورث ماي للمحاربين القدامى |
| عيادة خارجية مجتمعية           | تولسا           | عيادة تولسا إليفينث ستريت للمحاربين القدامى |
| عيادة خارجية مجتمعية           | تولسا           | عيادة ييل أفينيو للمحاربين القدامى |
| عيادة خارجية مجتمعية           | فينيتا          | عيادة فينيتا للمحاربين القدامى |

### أوريغون
| خدمة                           | مدينة           | منشأة |
| ------------------------------ | --------------- | --- |
| المركز الطبي للمحاربين القدامى | بورتلاند        | نظام الرعاية الصحية التابع لوزارة شؤون المحاربين القدامى في بورتلاند - المركز الطبي التابع لوزارة شؤون المحاربين القدامى في بورتلاند |
| المركز الطبي للمحاربين القدامى | روزبورغ         | نظام الرعاية الصحية في روزبورغ التابع لوزارة شؤون المحاربين القدامى                                                                  |
| المركز الطبي للمحاربين القدامى | المدينة البيضاء | مركز وايت سيتي الطبي للمحاربين القدامى                                                                                               |
| العيادة الخارجية               | يوجين           | مركز يوجين للرعاية الصحية للمحاربين القدامى                                                                                          |
| عيادة خارجية مجتمعية           | أستوريا         | عيادة أستوريا للمحاربين القدامى |
| عيادة خارجية مجتمعية           | يلوي            | عيادة روبرت د. ماكسويل للمحاربين القدامى                                                                                             |
| عيادة خارجية مجتمعية           | بوردمان         | عيادة مورو كاونتي للمحاربين القدامى                                                                                                  |
| عيادة خارجية مجتمعية           | بروكينغز        | عيادة بروكينغز لشؤون المحاربين القدامى                                                                                               |
| عيادة خارجية مجتمعية           | مَشرُوع           | عيادة مقاطعة والوا للمحاربين القدامى                                                                                                 |
| عيادة خارجية مجتمعية           | يوجين           | عيادة وسط مدينة يوجين للمحاربين القدامى                                                                                              |
| عيادة خارجية مجتمعية           | فيرفيو          | عيادة فيرفيو للمحاربين القدامى |
| عيادة خارجية مجتمعية           | غرانت باس       | عيادة غرانتس باس لشؤون المحاربين القدامى                                                                                             |
| عيادة خارجية مجتمعية           | هاينز           | عيادة قدامى المحاربين في شرق أوريغون                                                                                                 |
| عيادة خارجية مجتمعية           | هيلزبورو        | عيادة هيلزبورو للمحاربين القدامى |
| عيادة خارجية مجتمعية           | كلاماث فولز     | عيادة كلايمث فولز للمحاربين القدامى                                                                                                  |
| عيادة خارجية مجتمعية           | لا غراندي       | عيادة لا غراندي للمحاربين القدامى |
| عيادة خارجية مجتمعية           | مدينة لينكولن   | عيادة مدينة لينكولن |
| عيادة خارجية مجتمعية           | نيوبورت         | عيادة نيوبورت للمحاربين القدامى |
| عيادة خارجية مجتمعية           | نورث بيند       | عيادة نورث بيند للمحاربين القدامى |
| عيادة خارجية مجتمعية           | بورتلاند        | عيادة بورتلاند للمحاربين القدامى |
| عيادة خارجية مجتمعية           | سالم            | عيادة سالم للمحاربين القدامى |
| عيادة خارجية مجتمعية           | ذا داليس        | عيادة لورين ر. كوفمان للمحاربين القدامى                                                                                              |
| عيادة خارجية مجتمعية           | وارنتون         | عيادة شؤون المحاربين القدامى في الساحل الشمالي                                                                                       |
| عيادة خارجية مجتمعية           | ويست لين        | عيادة ويست لين للمحاربين القدامى |

### بنسلفانيا
| الخدمة                              | المدينة               | المرفق                                              |
| ----------------------------------- | --------------------- | --------------------------------------------------- |
| مركز الطب العسكري للمحاربين القدماء | ألتونا                | مركز جيمس إي. فان زندت للمحاربين القدماء            |
| مركز الطب العسكري للمحاربين القدماء | باتلر                 | مركز باتلر للرعاية الصحية للمحاربين القدماء         |
| مركز الطب العسكري للمحاربين القدماء | كوتسفيل               | مركز كوتسفيل للمحاربين القدماء                      |
| مركز الطب العسكري للمحاربين القدماء | إيري                  | مركز إيري للمحاربين القدماء                         |
| مركز الطب العسكري للمحاربين القدماء | لبنان                 | مركز لبنان للمحاربين القدماء                        |
| مركز الطب العسكري للمحاربين القدماء | فيلادلفيا             | مركز العريف مايكل ج. كريسينز للمحاربين القدماء      |
| مركز الطب العسكري للمحاربين القدماء | بيتسبرغ               | مركز هـ. جون هاينز الثالث للمحاربين القدماء         |
| مركز الطب العسكري للمحاربين القدماء | بيتسبرغ               | مركز المحاربين القدماء في بيتسبرغ - جامعة درايف     |
| مركز الطب العسكري للمحاربين القدماء | ويلكس-بار             | مركز ويلكس-بار للمحاربين القدماء                    |
| برامج الخدمات المجتمعية             | فيلادلفيا             | مركز فيلادلفيا متعدد الخدمات                        |
| عيادة خارجية قائمة على المجتمع      | ألينتاون              | عيادة المحاربين القدماء في ألينتاون                 |
| عيادة خارجية قائمة على المجتمع      | بانغور                | عيادة مقاطعة نورثامبتون للمحاربين القدماء           |
| عيادة خارجية قائمة على المجتمع      | بيرييك                | عيادة مقاطعة كولومبيا للمحاربين القدماء             |
| عيادة خارجية قائمة على المجتمع      | برادفورد              | عيادة مقاطعة مكين للمحاربين القدماء                 |
| عيادة خارجية قائمة على المجتمع      | باتلر                 | عيادة آبي أبراهام للمحاربين القدماء                 |
| عيادة خارجية قائمة على المجتمع      | كودرسبورت             | عيادة كودرسبورت للمحاربين القدماء                   |
| عيادة خارجية قائمة على المجتمع      | كرانبيري تاونشيب      | عيادة كرانبيري تاونشيب للمحاربين القدماء            |
| عيادة خارجية قائمة على المجتمع      | دوبوا                 | عيادة دوبوا للمحاربين القدماء                       |
| عيادة خارجية قائمة على المجتمع      | فرانكلين              | عيادة مقاطعة فينانغو للمحاربين القدماء              |
| عيادة خارجية                        | هيرميتاج              | عيادة مايكل أ. مارزانو الخارجية للمحاربين القدماء   |
| عيادة خارجية قائمة على المجتمع      | هونسديل               | عيادة مقاطعة وين للمحاربين القدماء                  |
| عيادة خارجية                        | هورشام                | عيادة فيكتور ج. ساراسيني الخارجية للمحاربين القدماء |
| عيادة خارجية قائمة على المجتمع      | إنديانا               | عيادة مقاطعة إنديانا للمحاربين القدماء              |
| عيادة خارجية قائمة على المجتمع      | جونزتاون              | عيادة جونزتاون للمحاربين القدماء                    |
| عيادة خارجية قائمة على المجتمع      | كيتانينغ              | عيادة مقاطعة أرمسترونغ للمحاربين القدماء            |
| عيادة خارجية قائمة على المجتمع      | ميدفيل                | عيادة مقاطعة كراوفورد للمحاربين القدماء             |
| عيادة خارجية قائمة على المجتمع      | مابلتون ديبوت         | عيادة مقاطعة هنتينغدون للمحاربين القدماء            |
| عيادة خارجية قائمة على المجتمع      | ميكانيكسبرغ           | عيادة مقاطعة كمبرلاند للمحاربين القدماء             |
| عيادة خارجية قائمة على المجتمع      | نيو كاسل              | عيادة مقاطعة لورانس للمحاربين القدماء               |
| عيادة خارجية قائمة على المجتمع      | نيوتاون سكوير         | عيادة مقاطعة ديلوير للمحاربين القدماء               |
| عيادة خارجية قائمة على المجتمع      | مونرو تاونشيب         | عيادة مقاطعة كلاريون للمحاربين القدماء              |
| عيادة خارجية قائمة على المجتمع      | فيلادلفيا             | عيادة شارع تشيست نات للمحاربين القدماء              |
| عيادة خارجية قائمة على المجتمع      | فيلادلفيا             | عيادة شارع فورث للمحاربين القدماء                   |
| عيادة خارجية قائمة على المجتمع      | فيلادلفيا             | عيادة غرب فيلادلفيا للمحاربين القدماء               |
| عيادة خارجية قائمة على المجتمع      | بوتسفيل               | عيادة مقاطعة سكويلكيل للمحاربين القدماء             |
| عيادة خارجية قائمة على المجتمع      | روتشستر               | عيادة مقاطعة بيفر للمحاربين القدماء                 |
| عيادة خارجية قائمة على المجتمع      | ساير                  | عيادة ساير للمحاربين القدماء                        |
| عيادة خارجية قائمة على المجتمع      | سبرينغ سيتي           | عيادة سبرينغ سيتي للمحاربين القدماء                 |
| عيادة خارجية قائمة على المجتمع      | ستيت كوليج            | عيادة ستيت كوليج للمحاربين القدماء                  |
| عيادة خارجية قائمة على المجتمع      | مستودع الجيش توبيهانا | عيادة توبيهانا للمحاربين القدماء                    |
| عيادة خارجية قائمة على المجتمع      | يونيونتاون            | عيادة مقاطعة فايت للمحاربين القدماء                 |
| عيادة خارجية قائمة على المجتمع      | وارن                  | عيادة مقاطعة وارن للمحاربين القدماء                 |
| عيادة خارجية قائمة على المجتمع      | واشنطن                | عيادة مقاطعة واشنطن للمحاربين القدماء               |
| عيادة خارجية قائمة على المجتمع      | ويليامسبورت           | عيادة ويليامسبورت للمحاربين القدماء                 |
| عيادة خارجية قائمة على المجتمع      | شارع ويلو             | عيادة مقاطعة لانكستر للمحاربين القدماء              |
| عيادة خارجية قائمة على المجتمع      | ويوميسينغ             | عيادة مقاطعة بيركس للمحاربين القدماء                |
| عيادة خارجية قائمة على المجتمع      | يورك                  | عيادة يورك للمحاربين القدماء                        |

### بورتوريكو
| خدمة                           | مدينة    | منشأة                                 |
| ------------------------------ | -------- | ------------------------------------- |
| المركز الطبي للمحاربين القدامى | سان خوان | مركز سان خوان الطبي للمحاربين القدامى |
| العيادة الخارجية               | ماياجويز | عيادة ماياجويز للمحاربين القدامى      |
| العيادة الخارجية               | بونس     | عيادة يوربيديس روبيو بونس الخارجية    |
| عيادة خارجية مجتمعية           | أريسيبو  | عيادة أريسيبو للمحاربين القدامى       |
| عيادة خارجية مجتمعية           | سيبا     | عيادة سيبا للمحاربين القدامى          |
| عيادة خارجية مجتمعية           | كوميريو  | عيادة كوميريو للمحاربين القدامى       |
| عيادة خارجية مجتمعية           | غواياما  | عيادة غواياما للمحاربين القدامى       |
| عيادة خارجية مجتمعية           | هاتو ري  | عيادة هاتو ري للمحاربين القدامى       |
| عيادة خارجية مجتمعية           | أوتوادو  | عيادة أوتوادو للمحاربين القدامى       |
| عيادة خارجية مجتمعية           | فييكيس   | عيادة فييكس للمحاربين القدامى         |

### رود آيلاند
| خدمة                           | مدينة    | منشأة                                  |
| ------------------------------ | -------- | -------------------------------------- |
| المركز الطبي للمحاربين القدامى | بروفيدنس | مركز بروفيدنس الطبي للمحاربين القدامى  |
| عيادة خارجية مجتمعية           | ميدلتاون | عيادة ميدلتاون لشؤون المحاربين القدامى |

### كارولينا الجنوبية
| خدمة                           | مدينة                    | منشأة |
| ------------------------------ | ------------------------ | --- |
| المركز الطبي للمحاربين القدامى | تشارلستون                | مركز رالف هـ. جونسون الطبي للمحاربين القدامى |
| المركز الطبي للمحاربين القدامى | كولومبيا                 | نظام الرعاية الصحية التابع لوزارة شؤون المحاربين القدامى في كولومبيا - المركز الطبي ويليام جينينغز برايان دورن التابع لوزارة شؤون المحاربين القدامى |
| العيادة الخارجية               | جرينفيل                  | العريف دانا كورنيل عيادة دارنيل لشؤون المحاربين القدامى                                                                                             |
| عيادة خارجية مجتمعية           | أيكين                    | عيادة أيكين للمحاربين القدامى |
| عيادة خارجية مجتمعية           | أندرسون                  | عيادة أندرسون للمحاربين القدامى |
| عيادة خارجية مجتمعية           | فلورنسا                  | عيادة فلورنسا للمحاربين القدامى |
| عيادة خارجية مجتمعية           | قاعدة تشارلستون المشتركة | عيادة جوس كريك للمحاربين القدامى |
| عيادة خارجية مجتمعية           | شاطئ ميرتل               | عيادة سوق كومنز للمحاربين القدامى |
| عيادة خارجية مجتمعية           | شاطئ ميرتل               | عيادة ميرتل بيتش للمحاربين القدامى |
| عيادة خارجية مجتمعية           | المستشفى البحري بوفورت   | عيادة بوفورت للمحاربين القدامى |
| عيادة خارجية مجتمعية           | شمال تشارلستون           | عيادة نورث تشارلستون للمحاربين القدامى |
| عيادة خارجية مجتمعية           | أورانجبورغ               | عيادة أورانجبورغ للمحاربين القدامى |
| عيادة خارجية مجتمعية           | روك هيل                  | عيادة روك هيل للمحاربين القدامى |
| عيادة خارجية مجتمعية           | سبارتانبورغ              | عيادة سبارتانبورغ للمحاربين القدامى |
| عيادة خارجية مجتمعية           | سومتر                    | عيادة سومتر للمحاربين القدامى |

### داكوتا الجنوبية
| خدمة                           | مدينة                | منشأة                                                                                                 |
| ------------------------------ | -------------------- | --- |
| المركز الطبي للمحاربين القدامى | فورت ميد             | نظام الرعاية الصحية التابع لوزارة شؤون المحاربين القدامى في بلاك هيلز - حرم فورت ميد                  |
| المركز الطبي للمحاربين القدامى | الينابيع الساخنة     | نظام الرعاية الصحية للمحاربين القدامى في بلاك هيلز - حرم هوت سبرينغز                                  |
| المركز الطبي للمحاربين القدامى | سيوكس فولز           | نظام الرعاية الصحية لسيوكس فولز للمحاربين القدامى - مستشفى رويال سي جونسون التذكاري للمحاربين القدامى |
| عيادة خارجية مجتمعية           | أبردين               | عيادة أبردين للمحاربين القدامى                                                                        |
| عيادة خارجية مجتمعية           | كثبان داكوتا الرملية | عيادة سيوكس سيتي للمحاربين القدامى                                                                    |
| عيادة خارجية مجتمعية           | مهمة                 | عيادة ميشين للمحاربين القدامى                                                                         |
| عيادة خارجية مجتمعية           | بيير                 | عيادة بيير في إيه                                                                                     |
| عيادة خارجية مجتمعية           | باين ريدج            | عيادة باين ريدج للمحاربين القدامى                                                                     |
| عيادة خارجية مجتمعية           | رابيد سيتي           | عيادة رابيد سيتي للمحاربين القدامى                                                                    |
| عيادة خارجية مجتمعية           | فاغنر                | عيادة فاغنر للمحاربين القدامى                                                                         |
| عيادة خارجية مجتمعية           | ووترتاون             | عيادة واترتاون للمحاربين القدامى                                                                      |
| عيادة خارجية مجتمعية           | الفائز               | عيادة وينر للمحاربين القدامى                                                                          |

### تينيسي
| خدمة                           | مدينة               | منشأة                                                                                              |
| ------------------------------ | ------------------- | -------------------------------------------------------------------------------------------------- |
| المركز الطبي للمحاربين القدامى | ممفيس               | المقدم لوك ويذرز الابن، مركز ممفيس الطبي للمحاربين القدامى                                         |
| المركز الطبي للمحاربين القدامى | منزل جبلي           | نظام الرعاية الصحية ماونتن هوم للمحاربين القدامى - المركز الطبي جيمس إتش. كويلين للمحاربين القدامى |
| المركز الطبي للمحاربين القدامى | مورفريسبورو         | نظام الرعاية الصحية في وادي تينيسي - حرم ألفين سي يورك (مورفريسبورو)                               |
| المركز الطبي للمحاربين القدامى | ناشفيل              | نظام الرعاية الصحية في وادي تينيسي - حرم ناشفيل                                                    |
| العيادة الخارجية               | نوكسفيل             | عيادة ويليام سي. تالنت الخارجية التابعة لإدارة شؤون المحاربين القدامى                              |
| العيادة الخارجية               | ناشفيل              | مركز رعاية صحية للمحاربات القدامى (ناشفيل)                                                         |
| عيادة خارجية مجتمعية           | قاعدة أرنولد الجوية | عيادة تولاهوما للمحاربين القدامى                                                                   |
| عيادة خارجية مجتمعية           | أثينا               | عيادة أثينا للمحاربين القدامى                                                                      |
| عيادة خارجية مجتمعية           | تشاتانوغا           | عيادة تشاتانوغا للمحاربين القدامى                                                                  |
| عيادة خارجية مجتمعية           | كلاركسفيل           | عيادة كلاركسفيل للمحاربين القدامى                                                                  |
| عيادة خارجية مجتمعية           | كولومبيا            | عيادة مقاطعة موري للمحاربين القدامى                                                                |
| عيادة خارجية مجتمعية           | كوكفيل              | عيادة كوكفيل للمحاربين القدامى                                                                     |
| عيادة خارجية مجتمعية           | دوفر                | عيادة دوفر للمحاربين القدامى                                                                       |
| عيادة خارجية مجتمعية           | دايرسبورغ           | عيادة دايرسبيرغ للمحاربين القدامى                                                                  |
| عيادة خارجية مجتمعية           | غالاتين             | عيادة جالاتين للمحاربين القدامى                                                                    |
| عيادة خارجية مجتمعية           | هاريمان             | عيادة قدامى المحاربين في مقاطعة روان                                                               |
| عيادة خارجية مجتمعية           | جاكسون              | عيادة جاكسون للمحاربين القدامى                                                                     |
| عيادة خارجية مجتمعية           | لافوليت             | عيادة مقاطعة كامبل لشؤون المحاربين القدامى                                                         |
| عيادة خارجية مجتمعية           | ممفيس               | عيادة كوفينجتون للمحاربين القدامى                                                                  |
| عيادة خارجية مجتمعية           | ممفيس               | عيادة نونكوناه بوليفارد للمحاربين القدامى                                                          |
| عيادة خارجية مجتمعية           | ممفيس               | عيادة يونيون أفينيو للمحاربين القدامى                                                              |
| عيادة خارجية مجتمعية           | ماكمينفيل           | عيادة ماكمينفيل للمحاربين القدامى                                                                  |
| عيادة خارجية مجتمعية           | موريس تاون          | عيادة موريس تاون للمحاربين القدامى                                                                 |
| عيادة خارجية مجتمعية           | ناشفيل              | عيادة ألبيون ستريت للمحاربين القدامى                                                               |
| عيادة خارجية مجتمعية           | ناشفيل              | عيادة شارلوت أفينيو للمحاربين القدامى                                                              |
| عيادة خارجية مجتمعية           | ناشفيل              | عيادة بلازا الدولية للمحاربين القدامى                                                              |
| عيادة خارجية مجتمعية           | روجرزفيل            | عيادة روجرزفيل للمحاربين القدامى                                                                   |
| عيادة خارجية مجتمعية           | سافانا              | عيادة سافانا للمحاربين القدامى                                                                     |
| عيادة خارجية مجتمعية           | سيفيرفيل            | عيادة داني أ. كار للمحاربين القدامى الخارجية                                                       |

### تكساس
| الخدمة                              | المدينة            | المرفق                                                                                    |
| ----------------------------------- | ------------------ | ----------------------------------------------------------------------------------------- |
| مركز الطب العسكري للمحاربين القدماء | أماريلو            | نظام الرعاية الصحية للمحاربين القدماء في أماريلو – مركز توماس إي. كريك الطبي              |
| مركز الطب العسكري للمحاربين القدماء | بيغ سبرينغ         | نظام الرعاية الصحية للمحاربين القدماء في غرب تكساس – مركز جورج إتش. أوبراين الطبي         |
| مركز الطب العسكري للمحاربين القدماء | دالاس              | مركز دالاس للمحاربين القدماء                                                              |
| مركز الطب العسكري للمحاربين القدماء | هيوستن             | مركز مايكل إي. ديباكي للمحاربين القدماء                                                   |
| مركز الطب العسكري للمحاربين القدماء | كيرفيل             | مركز كيرفيل للمحاربين القدماء                                                             |
| مركز الطب العسكري للمحاربين القدماء | سان أنطونيو        | مستشفى تذكاري أودي إل. ميرفي للمحاربين القدماء                                            |
| مركز الطب العسكري للمحاربين القدماء | تمبل               | نظام رعاية صحية للمحاربين القدماء في تكساس المركزي – مركز أولين إي. تيغ للمحاربين القدماء |
| مركز الطب العسكري للمحاربين القدماء | واكو               | مركز دوريس ميلر للمحاربين القدماء                                                         |
| عيادة خارجية                        | أوستن              | عيادة المحاربين القدماء في أوستن                                                          |
| عيادة خارجية                        | كوربوس كريستي      | عيادة كوربوس كريستي ويست بوينت للمحاربين القدماء                                          |
| عيادة خارجية                        | إل باسو            | عيادة المحاربين القدماء في إل باسو                                                        |
| عيادة خارجية                        | فورت وورث          | عيادة المحاربين القدماء في فورت وورث                                                      |
| عيادة خارجية                        | هارلينغن           | عيادة المحاربين القدماء في هارلينغن                                                       |
| عيادة خارجية                        | لاريدو             | عيادة المحاربين القدماء في لاريدو                                                         |
| عيادة خارجية                        | لوبوك              | عيادة المحاربين القدماء في لوبوك                                                          |
| عيادة خارجية                        | ماكالين            | عيادة المحاربين القدماء في ماكالين                                                        |
| عيادة خارجية                        | سان أنطونيو        | عيادة فرانك إم. تيخيدا الخارجية للمحاربين القدماء                                         |
| عيادة خارجية                        | سان أنطونيو        | عيادة الشمال المركزي الفدرالية للمحاربين القدماء                                          |
| عيادة خارجية                        | تومبال             | عيادة المحاربين القدماء في تومبال                                                         |
| عيادة خارجية قائمة على المجتمع      | أبيلين             | عيادة المحاربين القدماء في أبيلين                                                         |
| عيادة خارجية قائمة على المجتمع      | بومونت             | عيادة المحاربين القدماء في بومونت                                                         |
| عيادة خارجية قائمة على المجتمع      | بيفيل              | عيادة المحاربين القدماء في بيفيل                                                          |
| عيادة خارجية قائمة على المجتمع      | بونهام             | مركز سام رايبورن التذكاري للمحاربين القدماء                                               |
| عيادة خارجية قائمة على المجتمع      | براونزفيل          | عيادة المحاربين القدماء في براونزفيل                                                      |
| عيادة خارجية قائمة على المجتمع      | براونوود           | عيادة المحاربين القدماء في براونوود                                                       |
| عيادة خارجية قائمة على المجتمع      | سيدر بارك          | عيادة المحاربين القدماء في سيدر بارك                                                      |
| عيادة خارجية قائمة على المجتمع      | تشايلدريس          | عيادة المحاربين القدماء في تشايلدريس                                                      |
| عيادة خارجية قائمة على المجتمع      | كوليج ستيشن        | عيادة برايان للمحاربين القدماء                                                            |
| عيادة خارجية قائمة على المجتمع      | كونرو              | عيادة المحاربين القدماء في كونرو                                                          |
| عيادة خارجية قائمة على المجتمع      | كوربوس كريستي      | عيادة المحاربين القدماء في كوربوس كريستي                                                  |
| عيادة خارجية قائمة على المجتمع      | كوربوس كريستي      | عيادة أولد براونزفيل للمحاربين القدماء                                                    |
| عيادة خارجية قائمة على المجتمع      | دالهارت            | عيادة المحاربين القدماء في دالهارت                                                        |
| عيادة خارجية قائمة على المجتمع      | دالاس              | عيادة المحاربين القدماء في دالاس                                                          |
| عيادة خارجية قائمة على المجتمع      | دالاس              | عيادة شارع بولك للمحاربين القدماء                                                         |
| عيادة خارجية قائمة على المجتمع      | ديكاتور            | عيادة المحاربين القدماء في ديكاتور                                                        |
| عيادة خارجية قائمة على المجتمع      | دن تون             | عيادة المحاربين القدماء في دن تون                                                         |
| عيادة خارجية قائمة على المجتمع      | إل باسو            | عيادة إل باسو المركزية للمحاربين القدماء                                                  |
| عيادة خارجية قائمة على المجتمع      | إل باسو            | عيادة إل باسو إيستسايد للمحاربين القدماء                                                  |
| عيادة خارجية قائمة على المجتمع      | إل باسو            | عيادة إل باسو نورث إيست للمحاربين القدماء                                                 |
| عيادة خارجية قائمة على المجتمع      | إل باسو            | عيادة إل باسو ساوث سنترال للمحاربين القدماء                                               |
| عيادة خارجية قائمة على المجتمع      | إل باسو            | عيادة إل باسو ويستسايد للمحاربين القدماء                                                  |
| عيادة خارجية قائمة على المجتمع      | فورت ستوكتون       | عيادة المحاربين القدماء في فورت ستوكتون                                                   |
| عيادة خارجية قائمة على المجتمع      | جالفستون           | عيادة مقاطعة جالفستون للمحاربين القدماء                                                   |
| عيادة خارجية قائمة على المجتمع      | غراندبري           | عيادة المحاربين القدماء في غراندبري                                                       |
| عيادة خارجية قائمة على المجتمع      | غراند بريري        | عيادة المحاربين القدماء في غراند بريري                                                    |
| عيادة خارجية قائمة على المجتمع      | جرينفيل            | عيادة المحاربين القدماء في جرينفيل                                                        |
| عيادة خارجية                        | هارلينغن           | عيادة هارلينغن - تريجر هيلز للمحاربين القدماء                                             |
| عيادة خارجية قائمة على المجتمع      | هيوستن             | عيادة هيوستن ويبستر للمحاربين القدماء                                                     |
| عيادة خارجية قائمة على المجتمع      | كاتي               | عيادة المحاربين القدماء في كاتي                                                           |
| عيادة خارجية قائمة على المجتمع      | لاجرانج            | عيادة المحاربين القدماء في لاجرانج                                                        |
| عيادة خارجية قائمة على المجتمع      | ليك جاكسون         | عيادة المحاربين القدماء في ليك جاكسون                                                     |
| عيادة خارجية قائمة على المجتمع      | لونغفيو            | عيادة المحاربين القدماء في لونغفيو                                                        |
| عيادة خارجية                        | لوفكين             | عيادة تشارلي ويلسون الخارجية للمحاربين القدماء                                            |
| عيادة خارجية قائمة على المجتمع      | نيو براونفيلز      | عيادة المحاربين القدماء في نيو براونفيلز                                                  |
| عيادة خارجية قائمة على المجتمع      | أوديسا             | عيادة وسام الشرف ويلسون ويانغ للمحاربين القدماء                                           |
| عيادة خارجية قائمة على المجتمع      | باليستاين          | عيادة المحاربين القدماء في باليستاين                                                      |
| عيادة خارجية قائمة على المجتمع      | بلانو              | عيادة المحاربين القدماء في بلانو                                                          |
| عيادة خارجية قائمة على المجتمع      | ريتشموند           | عيادة المحاربين القدماء في ريتشموند                                                       |
| عيادة خارجية قائمة على المجتمع      | سان أنجيلو         | عيادة المحاربين القدماء في سان أنجيلو                                                     |
| عيادة خارجية قائمة على المجتمع      | سان أنطونيو        | عيادة بالكونيس هايتس للمحاربين القدماء                                                    |
| عيادة خارجية قائمة على المجتمع      | سان أنطونيو        | عيادة داتا بوينت للمحاربين القدماء                                                        |
| عيادة خارجية قائمة على المجتمع      | سان أنطونيو        | عيادة مقاطعة نورث بيكسار للمحاربين القدماء                                                |
| عيادة خارجية قائمة على المجتمع      | سان أنطونيو        | عيادة المحاربين القدماء في سان أنطونيو                                                    |
| عيادة خارجية قائمة على المجتمع      | سان أنطونيو        | عيادة سان أنطونيو-بيكان فالي للمحاربين القدماء                                            |
| عيادة خارجية قائمة على المجتمع      | سان أنطونيو        | عيادة جنوب غرب المحاربين القدماء                                                          |
| عيادة خارجية قائمة على المجتمع      | سان أنطونيو        | عيادة مقاطعة ساوث بيكسار للمحاربين القدماء                                                |
| عيادة خارجية قائمة على المجتمع      | سان أنطونيو        | عيادة شافانو بارك للمحاربين القدماء                                                       |
| عيادة خارجية قائمة على المجتمع      | سان أنطونيو        | عيادة والزيم للمحاربين القدماء                                                            |
| عيادة خارجية قائمة على المجتمع      | سيغوين             | عيادة المحاربين القدماء في سيغوين                                                         |
| عيادة خارجية                        | قاعدة شيبرد الجوية | عيادة ويتشيتا فولز للمحاربين القدماء                                                      |
| عيادة خارجية قائمة على المجتمع      | شيرمان             | عيادة المحاربين القدماء في شيرمان                                                         |
| عيادة خارجية قائمة على المجتمع      | شوغر لاند          | عيادة المحاربين القدماء في شوغر لاند                                                      |
| عيادة خارجية قائمة على المجتمع      | ستراتفورد          | عيادة ستامفورد للمحاربين القدماء                                                          |
| عيادة خارجية قائمة على المجتمع      | تمبل               | عيادة المحاربين القدماء في تمبل                                                           |
| عيادة خارجية قائمة على المجتمع      | تكساس سيتي         | عيادة المحاربين القدماء في تكساس سيتي                                                     |
| عيادة خارجية قائمة على المجتمع      | تايلر              | عيادة تايلر برودواي للمحاربين القدماء                                                     |
| عيادة خارجية قائمة على المجتمع      | تايلر              | عيادة تايلر سنتينيال للمحاربين القدماء                                                    |
| عيادة خارجية قائمة على المجتمع      | فيكتوريا           | عيادة المحاربين القدماء في فيكتوريا                                                       |

### يوتا
| خدمة                           | مدينة           | منشأة                                     |
| ------------------------------ | --------------- | ----------------------------------------- |
| المركز الطبي للمحاربين القدامى | سولت ليك سيتي   | مركز جورج إي والين الطبي فيرجينيا         |
| عيادة خارجية مجتمعية           | أوريم           | عيادة أوريم للمحاربين القدامى             |
| عيادة خارجية مجتمعية           | سعر             | عيادة برايس للمحاربين القدامى             |
| عيادة خارجية مجتمعية           | روزفلت          | عيادة روزفلت للمحاربين القدامى            |
| عيادة خارجية مجتمعية           | جنوب أوجدن      | عيادة أوجدن للمحاربين القدامى             |
| عيادة خارجية مجتمعية           | جنوب أوجدن      | عيادة مقاطعة ويبر لشؤون المحاربين القدامى |
| عيادة خارجية مجتمعية           | القديس جورج     | عيادة سانت جورج للمحاربين القدامى         |
| عيادة خارجية مجتمعية           | مدينة ويست فالي | عيادة ويسترن سولت ليك للمحاربين القدامى   |

### فيرمونت
| خدمة                           | مدينة           | منشأة                                         |
| ------------------------------ | --------------- | --------------------------------------------- |
| المركز الطبي للمحاربين القدامى | تقاطع وايت ريفر | مركز وايت ريفر جانكشن الطبي للمحاربين القدامى |
| عيادة خارجية مجتمعية           | بينينجتون       | مركز بنينجتون للمؤتمرات والمعارض              |
| عيادة خارجية مجتمعية           | براتلبورو       | مركز براتلبورو التجاري                        |
| عيادة خارجية مجتمعية           | برلنغتون        | مركز بيرلينجتون ليكسايد التجاري               |
| عيادة خارجية مجتمعية           | نيوبورت         | مركز نيوبورت للأعمال                          |
| عيادة خارجية مجتمعية           | روتلاند         | روتلاند سي بي أو سي                           |

### فرجينيا
| خدمة                           | مدينة         | منشأة                                                |
| ------------------------------ | ------------- | ---------------------------------------------------- |
| المركز الطبي للمحاربين القدامى | هامبتون       | مركز هامبتون الطبي للمحاربين القدامى                 |
| المركز الطبي للمحاربين القدامى | ريتشموند      | مركز هانتر هولمز ماكجواير الطبي للمحاربين القدامى    |
| المركز الطبي للمحاربين القدامى | سالم          | مركز سالم الطبي للمحاربين القدامى                    |
| عيادة خارجية مجتمعية           | بريستول       | عيادة بريستول للمحاربين القدامى                      |
| عيادة خارجية مجتمعية           | شارلوتسفيل    | عيادة شارلوتسفيل للمحاربين القدامى                   |
| عيادة خارجية مجتمعية           | تشيسابيك      | عيادة تشيسابيك للمحاربين القدامى                     |
| عيادة خارجية مجتمعية           | دانفيل        | عيادة دانفيل للمحاربين القدامى                       |
| عيادة خارجية مجتمعية           | إمبوريا       | عيادة إمبوريا للمحاربين القدامى                      |
| عيادة خارجية مجتمعية           | حصن بيلفوار   | عيادة فورت بيلفوار للمحاربين القدامى                 |
| عيادة خارجية مجتمعية           | فريدريكسبيرج  | عيادة فريدريكسبيرج للمحاربين القدامى                 |
| عيادة خارجية مجتمعية           | فريدريكسبيرج  | عيادة فريدريكسبيرج 2 للمحاربين القدامى في ساوث بوينت |
| عيادة خارجية مجتمعية           | هاريسونبرج    | عيادة هاريسونبرج للمحاربين القدامى                   |
| عيادة خارجية مجتمعية           | جونزفيل       | عيادة جونزفيل للمحاربين القدامى                      |
| عيادة خارجية مجتمعية           | لينشبورغ      | عيادة لينشبورغ للمحاربين القدامى                     |
| عيادة خارجية مجتمعية           | ماريون        | عيادة ماريون للمحاربين القدامى                       |
| عيادة خارجية مجتمعية           | نورتون        | عيادة نورتون للمحاربين القدامى                       |
| عيادة خارجية مجتمعية           | ستونتون       | عيادة ستونتون للمحاربين القدامى                      |
| عيادة خارجية مجتمعية           | تازويل        | عيادة تازويل للمحاربين القدامى                       |
| عيادة خارجية مجتمعية           | فانسانت       | عيادة فانسانت للمحاربين القدامى                      |
| عيادة خارجية مجتمعية           | شاطئ فيرجينيا | عيادة فرجينيا بيتش للمحاربين القدامى                 |
| عيادة خارجية مجتمعية           | وينشستر       | عيادة ستيفنز سيتي للمحاربين القدامى                  |
| عيادة خارجية مجتمعية           | وايتفيل       | عيادة وايتفيل للمحاربين القدامى                      |

### جزر فيرجن
| خدمة                 | مدينة       | منشأة                              |
| -------------------- | ----------- | ---------------------------------- |
| عيادة خارجية مجتمعية | كينجز هيل   | عيادة سانت كروا للمحاربين القدامى  |
| عيادة خارجية مجتمعية | القديس توما | عيادة سانت توماس للمحاربين القدامى |

### واشنطن
| خدمة                           | مدينة            | منشأة                                                                                           |
| ------------------------------ | ---------------- | ----------------------------------------------------------------------------------------------- |
| المركز الطبي للمحاربين القدامى | سياتل            | نظام الرعاية الصحية في بوغيت ساوند التابع لوزارة شؤون المحاربين القدامى - قسم سياتل             |
| المركز الطبي للمحاربين القدامى | سبوكان           | مركز مان-جراندستاف الطبي للمحاربين القدامى                                                      |
| المركز الطبي للمحاربين القدامى | تاكوما           | نظام الرعاية الصحية التابع لوزارة شؤون المحاربين القدامى في بوجيه ساوند - قسم البحيرة الأمريكية |
| المركز الطبي للمحاربين القدامى | فانكوفر          | مركز بورتلاند الطبي التابع لوزارة شؤون المحاربين القدامى - حرم فانكوفر                          |
| المركز الطبي للمحاربين القدامى | والا والا        | مركز جوناثان م. واينرايت الطبي التذكاري لشؤون المحاربين القدامى                                 |
| عيادة خارجية مجتمعية           | بيلفيو           | عيادة بيلفيو للمحاربين القدامى                                                                  |
| عيادة خارجية مجتمعية           | تشيهاليس         | عيادة ساوث ساوند للمحاربين القدامى                                                              |
| عيادة خارجية مجتمعية           | كولفيل           | عيادة كولفيل الصحية الريفية                                                                     |
| عيادة خارجية مجتمعية           | الطريق الفيدرالي | عيادة فيدرال واي للمحاربين القدامى                                                              |
| عيادة خارجية مجتمعية           | جبل فيرنون       | عيادة ماونت فيرنون للمحاربين القدامى                                                            |
| عيادة خارجية مجتمعية           | بورت أنجيليس     | عيادة قدامى المحاربين في شبه جزيرة شمال أوليمبيك                                                |
| عيادة خارجية مجتمعية           | جمهورية          | عيادة الصحة الريفية الجمهورية                                                                   |
| عيادة خارجية مجتمعية           | ريتشلاند         | عيادة ريتشلاند للمحاربين القدامى                                                                |
| عيادة خارجية مجتمعية           | سياتل            | مركز فالور هيلثكير الطبي في شمال سياتل                                                          |
| عيادة خارجية مجتمعية           | سيلفرديل         | عيادة سيلفرديل للمحاربين القدامى                                                                |
| عيادة خارجية مجتمعية           | تاكوما           | عيادة بوغيت ساوند المتنقلة للمحاربين القدامى                                                    |
| عيادة خارجية مجتمعية           | توناسكيت         | عيادة توناسكيت الصحية الريفية                                                                   |
| عيادة خارجية مجتمعية           | ويناتشي          | عيادة ويناتشي للمحاربين القدامى                                                                 |
| عيادة خارجية مجتمعية           | ياكيما           | عيادة ياكيما للمحاربين القدامى                                                                  |

### ولاية فرجينيا الغربية
| خدمة                           | مدينة          | منشأة                                              |
| ------------------------------ | -------------- | -------------------------------------------------- |
| المركز الطبي للمحاربين القدامى | بيكلي          | مركز بيكلي الطبي للمحاربين القدامى                 |
| المركز الطبي للمحاربين القدامى | كلاركسبرج      | مركز لويس أ. جونسون الطبي للمحاربين القدامى        |
| المركز الطبي للمحاربين القدامى | هنتنغتون       | مركز هيرشيل "وودي" ويليامز الطبي للمحاربين القدامى |
| المركز الطبي للمحاربين القدامى | مارتينسبورغ    | مركز مارتينسبورغ الطبي للمحاربين القدامى           |
| منزلي                          | هنتنغتون       | عيادة هنتنغتون ناينث ستريت للمحاربين القدامى       |
| عيادة خارجية مجتمعية           | كلاركسبرج      | وحدة متنقلة ريفية                                  |
| عيادة خارجية مجتمعية           | فرانكلين       | عيادة فرانكلين للمحاربين القدامى                   |
| عيادة خارجية مجتمعية           | غاساواي        | عيادة مقاطعة براكستون لشؤون المحاربين القدامى      |
| عيادة خارجية مجتمعية           | لينور          | عيادة لينور للمحاربين القدامى                      |
| عيادة خارجية مجتمعية           | لويسبرغ        | عيادة مقاطعة جرينبراير للمحاربين القدامى           |
| عيادة خارجية مجتمعية           | باركرسبيرغ     | عيادة مقاطعة وود للمحاربين القدامى                 |
| عيادة خارجية مجتمعية           | بارسونز        | عيادة مقاطعة تاكر لشؤون المحاربين القدامى          |
| عيادة خارجية مجتمعية           | بطرسبورغ       | عيادة بيترسبورغ للمحاربين القدامى                  |
| عيادة خارجية مجتمعية           | برينستون       | عيادة برينستون للمحاربين القدامى                   |
| عيادة خارجية مجتمعية           | رونسيفيرتي     | عيادة مقاطعة جرينبراير لشؤون المحاربين القدامى     |
| عيادة خارجية مجتمعية           | جنوب تشارلستون | عيادة تشارلستون للمحاربين القدامى                  |
| عيادة خارجية مجتمعية           | ويستوفر        | مجلس مقاطعة مونونجاليا التجاري                     |

### ويسكونسن
| خدمة                           | مدينة           | منشأة                                                               |
| ------------------------------ | --------------- | ------------------------------------------------------------------- |
| المركز الطبي للمحاربين القدامى | ماديسون         | مستشفى ويليام إس. ميدلتون التذكاري للمحاربين القدامى                |
| المركز الطبي للمحاربين القدامى | ميلووكي         | مركز كليمنت جيه زابلوكي الطبي لشؤون المحاربين القدامى               |
| المركز الطبي للمحاربين القدامى | توماه           | مركز توماه الطبي للمحاربين القدامى                                  |
| العيادة الخارجية               | خليج جرين       | عيادة ميلو سي. هومفنر الخارجية                                      |
| عيادة خارجية مجتمعية           | أبلتون          | عيادة جون هـ. برادلي الخارجية التابعة لإدارة شؤون المحاربين القدامى |
| عيادة خارجية مجتمعية           | بارابو          | عيادة بارابو للمحاربين القدامى                                      |
| عيادة خارجية مجتمعية           | سد بيفر         | عيادة بيفر دام للمحاربين القدامى                                    |
| عيادة خارجية مجتمعية           | شلالات شيبيوا   | عيادة شيبيوا فالي للمحاربين القدامى                                 |
| عيادة خارجية مجتمعية           | كليفلاند        | عيادة كليفلاند للمحاربين القدامى                                    |
| عيادة خارجية مجتمعية           | جينسفيل         | عيادة جينسفيل للمحاربين القدامى                                     |
| عيادة خارجية مجتمعية           | كينوشا          | عيادة كينوشا للمحاربين القدامى                                      |
| عيادة خارجية مجتمعية           | لا كروس         | عيادة ريفر فالي للمحاربين القدامى                                   |
| عيادة خارجية مجتمعية           | ماديسون         | عيادة ماديسون المركزية                                              |
| عيادة خارجية مجتمعية           | ماديسون         | عيادة ماديسون ويست للمحاربين القدامى                                |
| عيادة خارجية مجتمعية           | أوين            | عيادة مقاطعة كلارك للمحاربين القدامى                                |
| عيادة خارجية مجتمعية           | بحيرة رايس      | عيادة رايس ليك للمحاربين القدامى                                    |
| عيادة خارجية مجتمعية           | راينلاندر       | عيادة راينلاندر للمحاربين القدامى                                   |
| عيادة خارجية مجتمعية           | أرقى            | عيادة توين بورتس للمحاربين القدامى                                  |
| عيادة خارجية مجتمعية           | يونيون جروف     | عيادة يونيون جروف للمحاربين القدامى                                 |
| عيادة خارجية مجتمعية           | واوساو          | عيادة واوساو للمحاربين القدامى                                      |
| عيادة خارجية مجتمعية           | ويسكونسن رابيدز | عيادة ويسكونسن رابيدز للمحاربين القدامى                             |

### وايومنغ
| خدمة                           | مدينة       | منشأة                                                        |
| ------------------------------ | ----------- | ------------------------------------------------------------ |
| المركز الطبي للمحاربين القدامى | شايان       | مركز شايان الطبي للمحاربين القدامى                           |
| المركز الطبي للمحاربين القدامى | شيريدان     | مركز شيريدان الطبي للمحاربين القدامى                         |
| عيادة خارجية مجتمعية           | أفتون       | عيادة أفتون للمحاربين القدامى                                |
| عيادة خارجية مجتمعية           | كاسبر       | عيادة كاسبر للمحاربين القدامى                                |
| عيادة خارجية مجتمعية           | كودي        | عيادة كودي للمحاربين القدامى                                 |
| عيادة خارجية مجتمعية           | إيفانستون   | عيادة إيفانستون للمحاربين القدامى                            |
| عيادة خارجية مجتمعية           | جيليت       | عيادة جيليت للمحاربين القدامى                                |
| عيادة خارجية مجتمعية           | لارامي      | عيادة لارامي المتنقلة لشؤون المحاربين القدامى                |
| عيادة خارجية مجتمعية           | نيوكاسل     | عيادة نيوكاسل للمحاربين القدامى                              |
| عيادة خارجية مجتمعية           | رولينز      | عيادة رولينز للمحاربين القدامى                               |
| عيادة خارجية مجتمعية           | ريفرتون     | عيادة ريفرتون للمحاربين القدامى                              |
| عيادة خارجية مجتمعية           | روك سبرينغز | عيادة روك سبرينغز للمحاربين القدامى                          |
| عيادة خارجية مجتمعية           | تورينغتون   | عيادة تورينغتون المتنقلة لشؤون المحاربين القدامى             |
| عيادة خارجية مجتمعية           | أرض القمح   | عيادة ويتلاند المتنقلة التابعة لوزارة شؤون المحاربين القدامى |
| عيادة خارجية مجتمعية           | وورلاند     | عيادة وورلاند للمحاربين القدامى                              |